# Haan

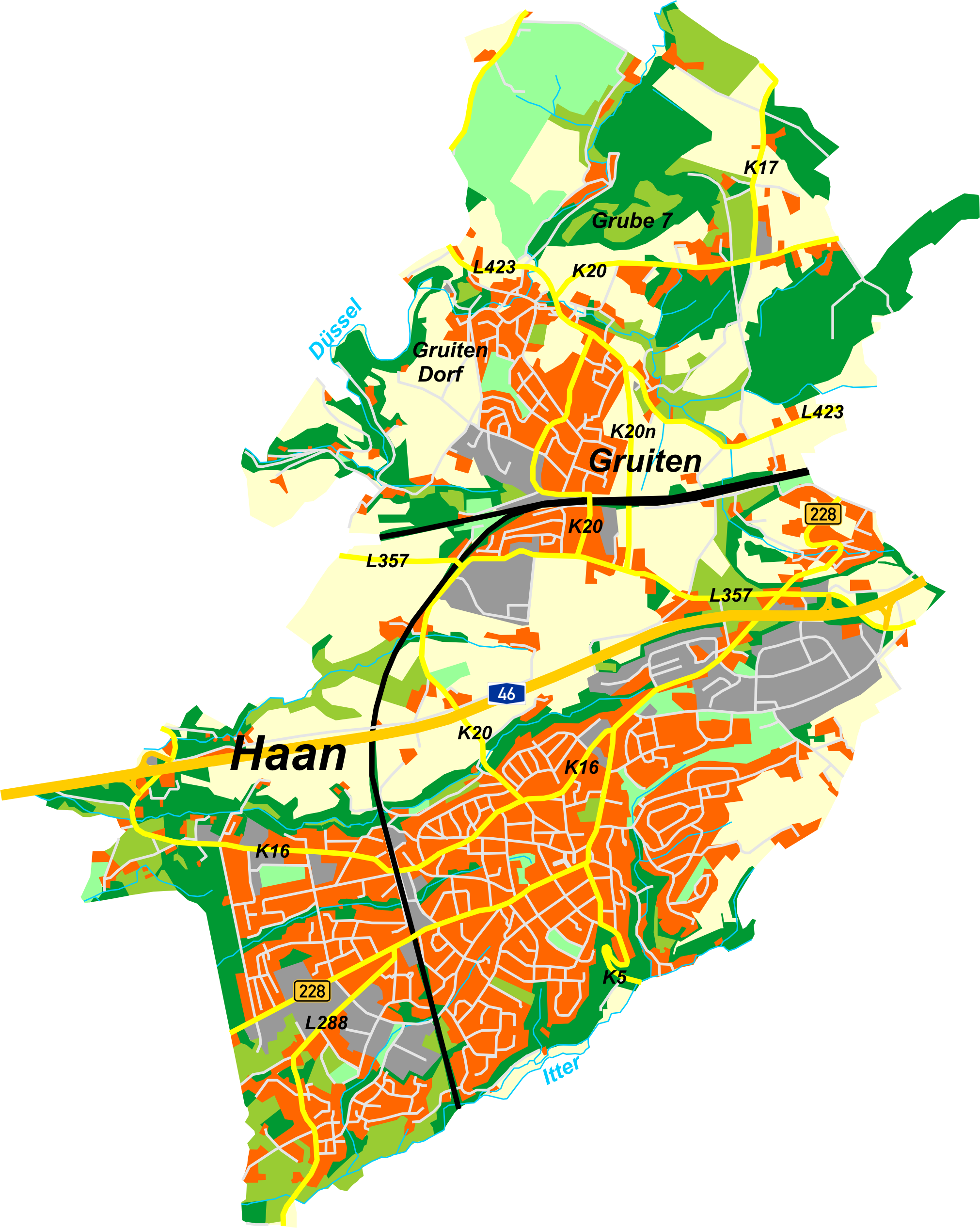
Karte von Haan

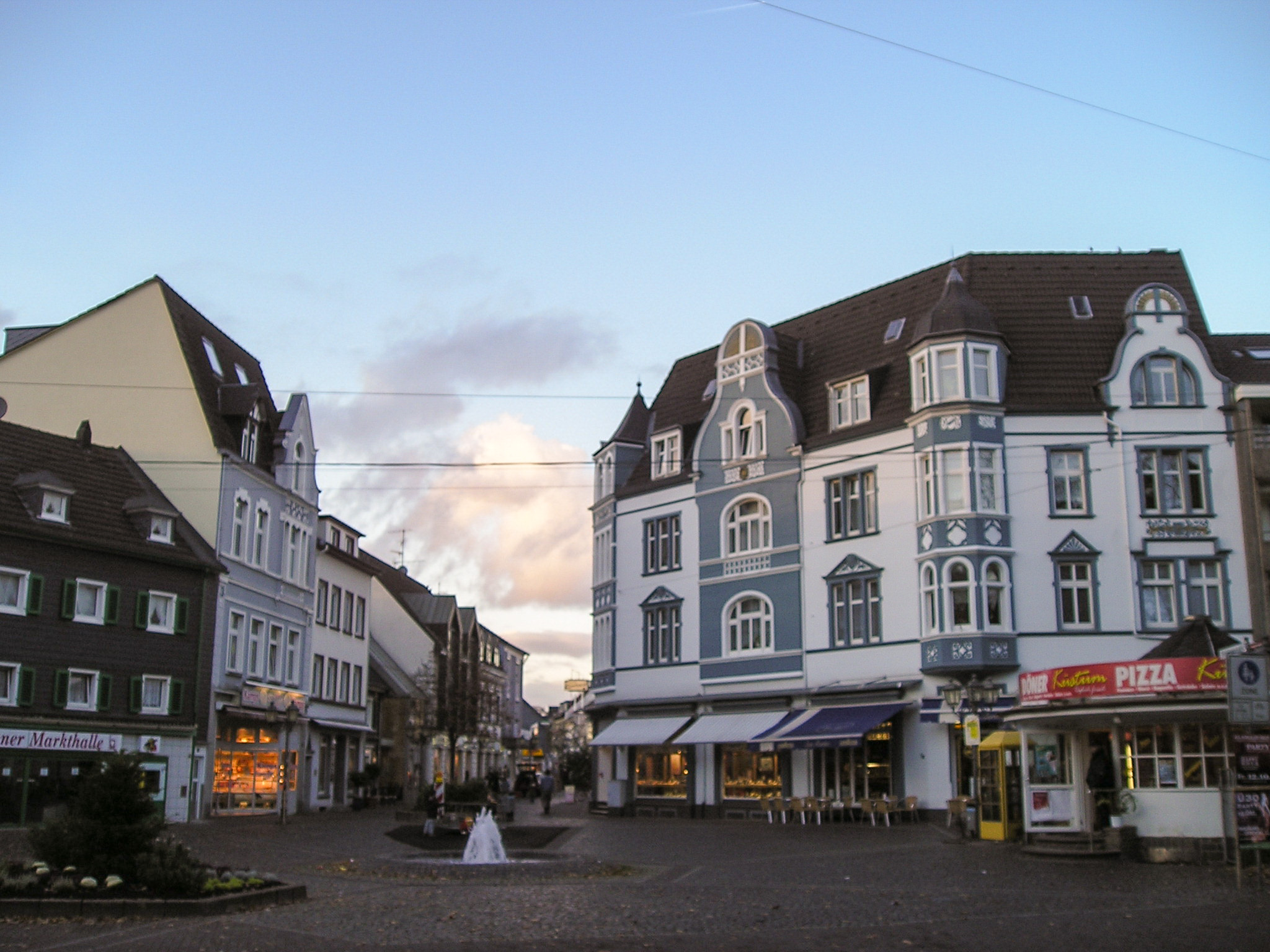
Alter Markt mit Sicht auf den kleinen Springbrunnen

Die Gartenstadt Haan ist eine mittlere kreisangehörige Stadt des Kreises Mettmann in Nordrhein-Westfalen zwischen Düsseldorf und Wuppertal.

## Geografie
Haan liegt ungefähr auf halber Strecke zwischen Düsseldorf (18 km Entfernung) und Wuppertal (13 km Entfernung) im Bergischen Land am Übergang zur Niederrheinischen Bucht. Wirtschaftlich wird Haan von der Rheinschiene beeinflusst. Architektonisch und kulturell zählt Haan zum Bergischen Land, was unter anderem an den vielen Fachwerkhäusern deutlich wird. Mit seinen rund 30.000 Einwohnern ist Haan die drittkleinste der zehn Städte im Kreis Mettmann. Der höchstgelegene Punkt der Stadt ist 213 m über Normalnull, der tiefstgelegene Punkt 72 m über Normalnull, die durchschnittliche Höhe beträgt 150 m.
Haan wird im nördlichen Teil von der Düssel, im südlichen Teil von der Itter durchflossen. Die Itter bildet zu großen Teilen die Stadtgrenze mit Solingen. Haan grenzt an folgende kreisangehörige und kreisfreie Städte (im Norden beginnend und im Uhrzeigersinn fortlaufend): Mettmann, Wuppertal, Solingen, Hilden und Erkrath.
Die Stadt ist von einem ausgedehnten Grüngürtel umgeben, beginnend vom Osterholz im Nordosten, über das Ittertal im gesamten Süden, den Kesselsweier und den Hildener Stadtwald im Westen bis hin zum Düsseltal und den Ausläufern des Neandertals im Nordwesten. Innerhalb des Siedlungsgebiets erstrecken sich das Haaner Bachtal, das sich vom Osten Haans bis nah an die Innenstadt ausdehnt, sowie das Gelände rund um den Sandbach im Westen der Stadt. Auch in der Innenstadt wird großes Augenmerk auf gepflegte Grünanlagen gelegt, sodass dort insbesondere im Sommer bunt blühende Pflanzen zu sehen sind.

## Geschichte
Die Ursprünge Haans werden ungefähr auf das Jahr 2200 v. Chr. datiert. Damals wurde im heutigen Stadtkern eine Siedlung in Hag-Form, also mit Wall, Palisadenzaun und Heckenstreifen ausgestattet, gegründet. Dementsprechend soll sich der Name „Haan“ von Hagen ableiten, mit einer Umbildung analog zu Hain.
Ab 718 n. Chr. lag Haan nahe der zwischen Sonnborn und Elberfeld (beide heute zu Wuppertal) verlaufenden sächsisch-fränkischen Grenze. Da die heutige Kaiserstraße ein Aufmarschweg für die fränkischen Truppen in Richtung Osten war, entstand in Haan ein Marketenderwesen zur Versorgung der Soldaten.-
Schon vor Beginn des Hochmittelalters gehörte Haan zusammen mit Hilden zum Erzbistum Köln und war auch nach Bildung der Grafschaft und späteren Herzogtum Berg zunächst eine der Enklaven innerhalb dieses Territorialgebietes. Bereits um 850 wurde auf dem Alten Kirchplatz eine vorromanische Kapelle oder Kirche errichtet, die Erzbischof Wichfried von Köln im Jahr 935 weihte. Zu diesem Zeitpunkt unterstand diese Kirche der Hauptkirche in Hilden.
1386 fand die Straße von Hilden über Haan nach Elberfeld, die heutige Bundesstraße 228, erstmals urkundliche Erwähnung. Die ersten Belege für das bis ins 20. Jahrhundert in Haan weit verbreitete Schleifer- und Webergewerbe lassen sich auf die Jahre 1589 bzw. 1724 zurückdatieren.
In der zweiten Hälfte des 16. Jahrhunderts wurde die Haaner Kirche evangelisch-reformiert.
Bis 1806 gehörten Haan, Obgruiten und Gruiten zum Amt Solingen, Ellscheid zum Amt Mettmann innerhalb des Herzogtums Berg. 1808 gerieten die Orte Haan, Ellscheid, Millrath (heute zu Erkrath), Gruiten, Schöller und Sonnborn (beide heute zu Wuppertal) unter französische Herrschaft und wurden zur „Mairie Haan“ vereinigt. 1815 wurde diese Mairie unter preußische Verwaltung gestellt und zu einer preußischen Bürgermeisterei umgewidmet. Zu dieser Zeit gehörten zur Bürgermeisterei Haan folgende sieben Specialhaushaltgemeinden: Kirchspiel Haan, Honschaft Ellscheid, Honschaft Millrath, Honschaft Gruiten, Honschaft Schöller, Honschaft Obgruiten und Kirchspiel Sonnborn.

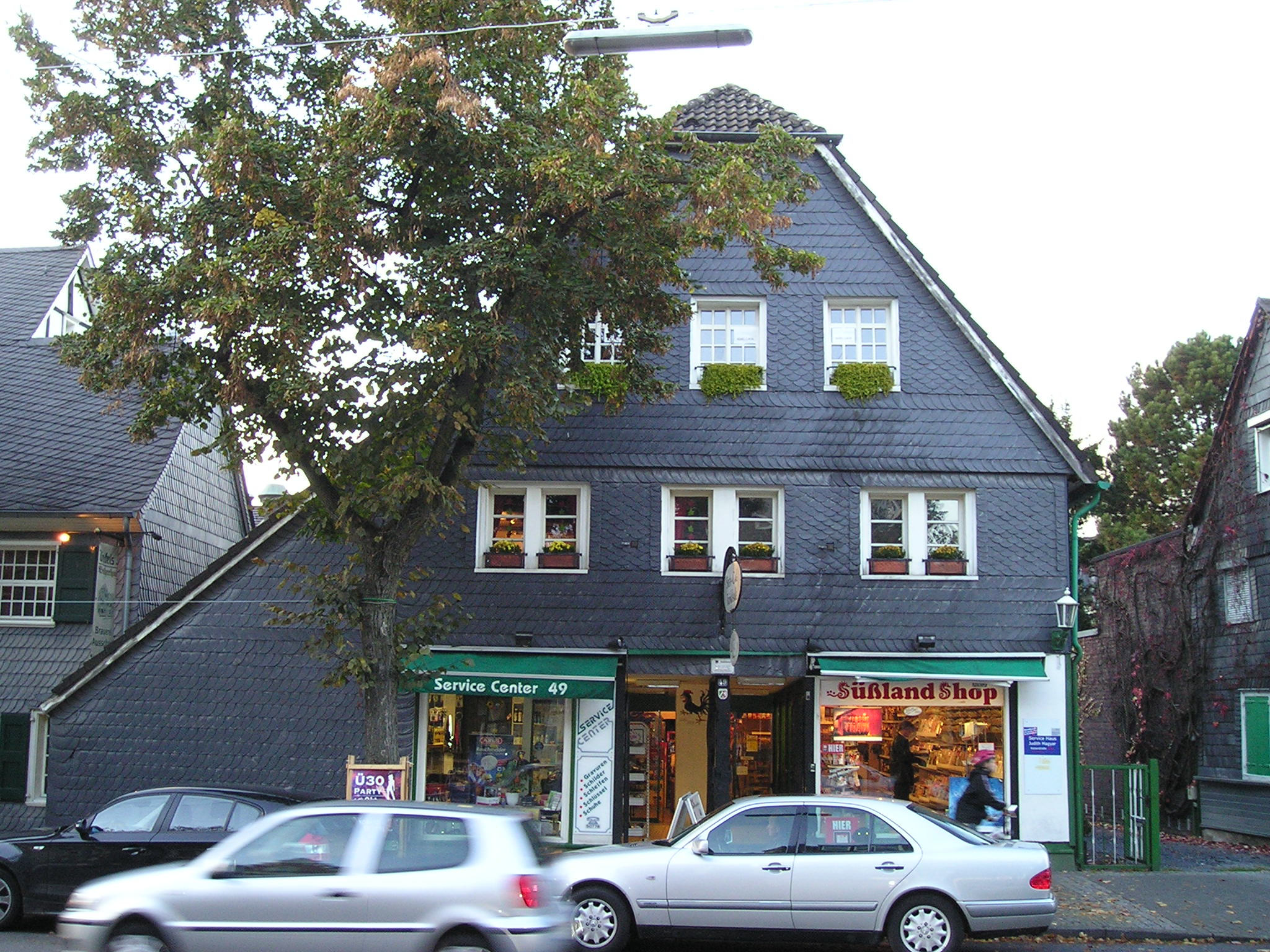
Alte Poststation von 1851, heute ein Kiosk

1841 erhielt Haan mit der Fertigstellung der Bahnlinie Elberfeld—Gruiten—Düsseldorf Anschluss an das sich stetig ausdehnende Schienennetz. 1867 folgte mit der Strecke Ohligs—Gruiten eine weitere Verbindung.
Im selben Jahr schied Sonnborn aus der Bürgermeisterei Haan aus. 1894 schied Haan aus der Bürgermeisterei aus und Millrath, Gruiten und Schöller bildeten fortan die Bürgermeisterei, später Amt Gruiten.
1899 erhielt Haan Anschluss an die Straßenbahnverbindung von Benrath (heute zu Düsseldorf) über Hilden nach Vohwinkel (heute zu Wuppertal). 1921 wurden die Stadtrechte an Haan verliehen.
Zur Jahreswende 1944/1945 hinterließ der Zweite Weltkrieg sichtbare Spuren im Stadtbild, als am Silvester- und Neujahrstag Wohngebiete in Ober- und Mittelhaan bombardiert wurden. Dabei kamen 70 Menschen ums Leben. Am 16. April 1945 zogen US-amerikanische Truppen in Haan ein, die im Juli 1945 von britischen Streitkräften abgelöst wurden.
1956 ersetzte die katholische Kirchengemeinde ihr neugotisches Gotteshaus von 1869 durch die moderne St.-Chrysanthus-und-Daria-Kirche.
Seit dem 14. Juli 2017 trägt Haan gemäß § 13 Abs. 3 der Gemeindeordnung für das Land Nordrhein-Westfalen den Namenszusatz „Gartenstadt“. Die Stadt bezeichnete sich schon vorher im Außenauftritt als „Gartenstadt“. Im 19. Jahrhundert waren den Wohnhäusern tiefe Gartenflächen zugeordnet; Samenhandlungen spielten für die städtische Wirtschaft eine bedeutende Rolle.

### Eingemeindungen
- Am 3. Mai 1876 wurde die Landgemeinde Ellscheid nach Haan eingemeindet.[8]
- Am 1. April 1894 kam es zu diversen Umgliederungen: Die Gemeinde Obgruiten wurde nach Gruiten eingemeindet. Die Haaner Wohnplätze „Simonshöfchen“, „Ölbers“, „Linden“ und zwei kleinere Gebiete wurden nach Gruiten, „Simonshaus“, „Schlüssel“ und „Porten“ nach Vohwinkel eingemeindet.[9][10]
- Am 1. August 1929 wurde der Gruitener, bis 1894 Haaner, Wohnplatz „Simonshöfchen“ nach Barmen-Elberfeld umgemeindet. Ebenso gelangten die Haaner Wohnplätze „Bolthausen“ und „Mais“ nach Barmen-Elberfeld.[9][10]
- Am 15. Mai 1930 wurden die Haaner Wohnplätze „Klappmütze“ (Ellscheid) und „Bücherberg“ nach Gruiten eingemeindet. Des Weiteren wurde der Millrather Wohnplatz „Frinsberg“ nach Gruiten umgemeindet.[9][10]
- Am 1. Januar 1975 wurde im Zuge der kommunalen Neugliederung in Nordrhein-Westfalen Gruiten nach Haan eingemeindet. Der Haaner Wohnplatz „Schönholz“ wurde nach Hilden umgemeindet, der Wohnplatz „Eickert“ wurde in die neue Stadt Erkrath (Stadtteil Hochdahl) eingegliedert.[11] Zuvor hatten sich die Bürger von Gruiten und Haan durch Proteste in der Landeshauptstadt Düsseldorf erfolgreich gegen eine Eingemeindung Haans nach Solingen sowie Gruitens nach Wuppertal zur Wehr setzen können.

### Einwohnerstatistik

Einwohnerentwicklung von Haan von 1996 bis 2017

(jeweils am 31. Dezember)
| Jahr | Einwohner |
| ---- | --------- |
| 1996 | 28.996    |
| 1997 | 29.213    |
| 1998 | 29.452    |
| 1999 | 29.525    |
| 2000 | 29.677    |
| 2001 | 29.607    |
| 2002 | 29.518    |
| 2003 | 29.472    |
| 2004 | 29.370    |
| 2005 | 29.325    |
| 2006 | 29.411    |

| Jahr | Einwohner |
| ---- | --------- |
| 2007 | 29.323    |
| 2008 | 29.149    |
| 2009 | 30.074    |
| 2010 | 29.149    |
| 2011 | 30.257    |
| 2012 | 29.848    |
| 2013 | 29.985    |
| 2014 | 30.811    |
| 2015 | 31.137    |
| 2016 | 31.230    |
| 2017 | 31.265    |

| Jahr | Einwohner |
| ---- | --------- |
| 2019 | 31.118    |
| 2020 | 31.081    |
| 2022 | 30.542    |

### Konfessionsstatistik
Gemäß dem Zensus 2011 waren 33,7 % der Einwohner evangelisch, 30,4 % römisch-katholisch und 35,9 % waren konfessionslos, gehörten einer anderen Glaubensgemeinschaft an oder machten keine Angabe. Die Zahl der Katholiken ist seitdem gesunken. Im Dezember 2019 waren von den 31.118 Einwohnern genau 9090 (29,2 %) Katholiken registriert. Ein Jahr zuvor waren es noch 9170.

### Durchschnittseinkommen
Das Durchschnittseinkommen in Haan liegt bei 55.054 EUR (2018) und damit an 9. Stelle in Nordrhein-Westfalen.

## Politik

### Stadtrat
| Ratswahl 2020 HaanWahlbeteiligung: 56,64 % 403020100 32,2 %21,1 %15,3 %14,7 %6,8 %4,2 %4,1 %1,1 %keine % CDUSPDWLHGALFDPAfDHaanLinkeSonst.Gewinne und Verlusteim Vergleich zu 2014 %p 6 4 2 0 −2 −4 −6 −8−10−2,5 %p−8,3 %p+4,2 %p+5,6 %p−0,4 %p−1,2 %p+4,1 %p+1,1 %p−3,1 %pCDUSPDWLHGALFDPAfDHaanLinkeSonst. |  | Sitzverteilung im Haaner Stadtrat 2020Insgesamt 34 Sitze - SPD: 8 - GAL: 5 - WLH: 6 - Haan: 1 - CDU: 11 - FDP: 2 - AfD: 1 |

Ergebnisse der Stadtratswahlen 1975–2014
|                 | 2020    | 2020  |         | 2014  | 2014    |       | 2009    | 2009  |         | 2004  | 2004    |       | 1999    | 1999  |         | 1994  | 1994    |       | 1989    | 1989  |  | 1984 | 1984 |  | 1979 | 1979 |  | 1975 | 1975 |
|                 | Prozent | Sitze | Prozent | Sitze | Prozent | Sitze | Prozent | Sitze | Prozent | Sitze | Prozent | Sitze | Prozent | Sitze | Prozent | Sitze | Prozent | Sitze | Prozent | Sitze |  |      |      |  |      |      |  |      |      |
| CDU             | 32,2    | 11    | 34,7    | 13    | 38,6    | 17    | 39,2    | 15    | 53,0    | 20    | 44,3    | 17    | 41,5    | 17    | 43,5    | 17    | 50,7    | 20    | 49,9    | 19    |  |      |      |  |      |      |  |      |      |
| SPD             | 21,1    | 08    | 29,4    | 11    | 25,4    | 11    | 29,8    | 11    | 31,1    | 12    | 37,2    | 15    | 38,6    | 15    | 37,0    | 15    | 37,8    | 15    | 37,6    | 15    |  |      |      |  |      |      |  |      |      |
| FDP             | 06,8    | 02    | 07,2    | 03    | 16,9    | 07    | 13,0    | 05    | 09,0    | 03    | 07,7    | 03    | 11,2    | 04    | 09,4    | 03    | 11,5    | 04    | 12,5    | 05    |  |      |      |  |      |      |  |      |      |
| GAL             | 14,7    | 05    | 09,1    | 04    | 10,3    | 05    | 09,1    | 04    | 06,9    | 03    | 10,8    | 04    | 08,7    | 03    | 10,2    | 40    | —       | —     | —       | —     |  |      |      |  |      |      |  |      |      |
| UWG             | —       | —     | 03,1    | 01    | 05,4    | 02    | 09,0    | 03    | —       | —     | —       | —     | —       | —     | —       | —     | —       | —     | —       | —     |  |      |      |  |      |      |  |      |      |
| Linke           | 01,1    | —     | —       | —     | 03,4    | 02    | —       | —     | —       | —     | —       | —     | —       | —     | —       | —     | —       | —     | —       | —     |  |      |      |  |      |      |  |      |      |
| WLH             | 15,8    | 06    | 11,1    | 04    | —       | —     | —       | —     | —       | —     | —       | —     | —       | —     | —       | —     | —       | —     | —       | —     |  |      |      |  |      |      |  |      |      |
| AfD             | 04,2    | 01    | 05,4    | 02    | —       | —     | —       | —     | —       | —     | —       | —     | —       | —     | —       | —     | —       | —     | —       | —     |  |      |      |  |      |      |  |      |      |
| Bürger für Haan | 04,1    | 01    | —       | —     | —       | —     | —       | —     | —       | —     | —       | —     | —       | —     | —       | —     | —       | —     | —       | —     |  |      |      |  |      |      |  |      |      |
| Wahlbeteiligung | 56,6    | —     | 53,8    | —     | 58,5    | —     | 59,0    | —     | 58,2    | —     | 84,7    | —     | 68,7    | —     | 69,4    | —     | 74,0    | —     | 87,9    | —     |  |      |      |  |      |      |  |      |      |

Die CDU, die SPD und die FDP waren immer im Stadtrat vertreten. Seit 1984 zählt auch die Grüne Alternative Liste, ein Teilverband von Bündnis 90/Die Grünen, zum Stadtrat. Die Unabhängige Wählergemeinschaft Haan war von 2004 bis 2020, Die Linke von 2009 bis 2014 im Stadtrat vertreten.
Im Jahr 2014 gelang es sowohl der Alternative für Deutschland als auch der Wählergemeinschaft Lebenswertes Haan, in den Stadtrat einzuziehen. Die Parteien bzw. Gemeinschaften wurden erst 2013 gegründet.
Bei der Wahl im Jahr 2020 gelangte die neugegründete Partei „Bürger für Haan“ mit einem Sitz in den Stadtrat.

### Bürgermeister
Ergebnisse der Bürgermeisterwahlen 1999–2020
| 2020                              | 2020    |                              | 2015   | 2015                        | 2015                        |                          | 2009                        | 2009   |        | 2004                 | 2004   | 2004 |  | 1999 | 1999 |
|                                   | 1. WG   |                              | 1. WG  | 2. WG                       |                             | 1. WG                    |                             | 1. WG  | 2. WG  |                      | 1. WG  |      |  |      |      |
| Bettina Warnecke (parteilos)      | 50,28 % | Bettina Warnecke (parteilos) | 33,2 % | 59,8 %                      | Knut vom Bovert (parteilos) | 48,3 %                   | Knut vom Bovert (parteilos) | 45,6 % | 72,3 % | Martin Mönikes (CDU) | 61,8 % |      |  |      |      |
| Meike Lukat (WLH)                 | 26,42 % | Knut vom Bovert (parteilos)  | 27,0 % | 40,2 %                      | Klaus Mentrop (CDU)         | 30,2 %                   | Matthias Nocke (CDU)        | 30,7 % | 27,7 % | Frieder Angern (SPD) | 38,2 % |      |  |      |      |
| Bernd Stracke (SPD)               | 23,31 % | Jörg Dürr (SPD)              | 21,1 % |                             | Bernd Stracke (SPD)         | 18,4 %                   | Bernd Stracke (SPD)         | 18,5 % |        |                      |        |      |  |      |      |
|                                   |         | Meike Lukat (WLH)            | 17,4 % | Michael Henchoz (Die Linke) | 3,1 %                       | Hans-Jürgen Lemmer (GAL) | 5,2 %                       |        |        |                      |        |      |  |      |      |
| Gabriele Haage (Einzelbewerberin) | 1,4 %   |                              |        |                             |                             |                          |                             |        |        |                      |        |      |  |      |      |
| Wahlbeteiligung                   | 56,69 % | Wahlbeteiligung              | 50,4 % | 43,8 %                      | Wahlbeteiligung             | 58,1 %                   | Wahlbeteiligung             | 59,0 % | 49,3 % | Wahlbeteiligung      | 58,2 % |      |  |      |      |

### Städtepartnerschaften
Als Zeichen der deutsch-polnischen Versöhnung wurde 1957 eine Patenschaft Haans über den nunmehr zu Polen gehörigen ehemaligen Kreis Guttentag-Loben (heute Dobrodzień) in Oberschlesien ins Leben gerufen. 1967 kam eine Städtepartnerschaft mit Eu (Normandie in Frankreich) hinzu.
Im Jahr 1982 wurde eine Städtepartnerschaft mit Berwick-upon-Tweed (Vereinigtes Königreich) begründet. Nach der deutschen Wiedervereinigung ergänzte Bad Lauchstädt in Sachsen-Anhalt die Reihe der Haaner Partnerstädte. 2004 wurde die bisherige Patenschaft über Dobrodzień zu einer Städtepartnerschaft umgewidmet.
In Würdigung des Engagements in den partnerschaftlichen Beziehungen wurde die Stadt 1994 durch den Europarat mit dem Europadiplom ausgezeichnet und führt seitdem den Ehrentitel „Gemeinde Europas“. 1999 wurde der Stadt zusätzlich die Ehrenfahne des Europarats verliehen. Seit vielen Jahren finden Schüleraustausche zwischen Haan und den Partnerstädten statt.

### Wappen, Flagge und Logo
Die Stadt führt ein Stadtwappen, eine Flagge und ein Dienstsiegel. Das Recht zur Führung eines Wappens ist der Stadt mit Urkunde vom 29. April 1937 vom Oberpräsidenten der Rheinprovinz in Koblenz verliehen worden.

Wappen der Stadt Haan
Flagge
Logo der Stadt Haan

#### Wappen
Blasonierung: „In Silber ein schreitender, rot bewehrter schwarzer Hahn, unter dem erhobenen rechten Fuß eine schräglinks gestürzte, ausgerissene, rotbekielte schwarze Feder.“
Das vom Heraldiker Wolfgang Pagenstecher entworfene Haaner Wappen ist ein „redendes“ Wappen, wenngleich der Ortsname von Hain oder Hagen (geschützter Platz) abzuleiten ist. Der Bergische Kräher soll auch den Charakter des bergischen Landes kennzeichnen.

#### Flagge
„Die Stadtflagge führt die Farben grün-weiß-grün (gemeint ist quergestreift, im Verhältnis 1:3:1) und das Wappentier im weißen Felde.“

## Sehenswürdigkeiten und Kultur

### Historische Gebäude

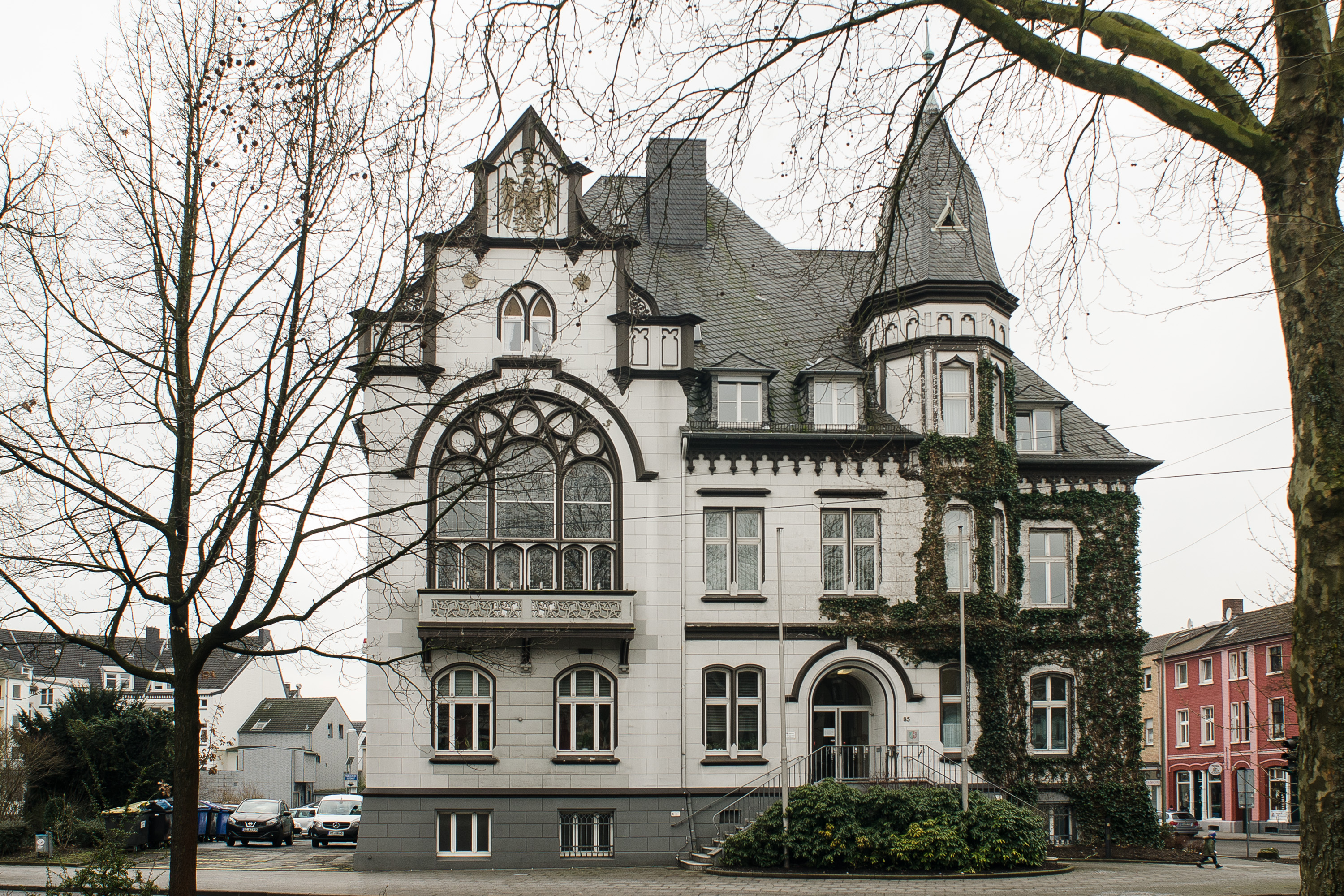
Rathaus der Stadt Haan
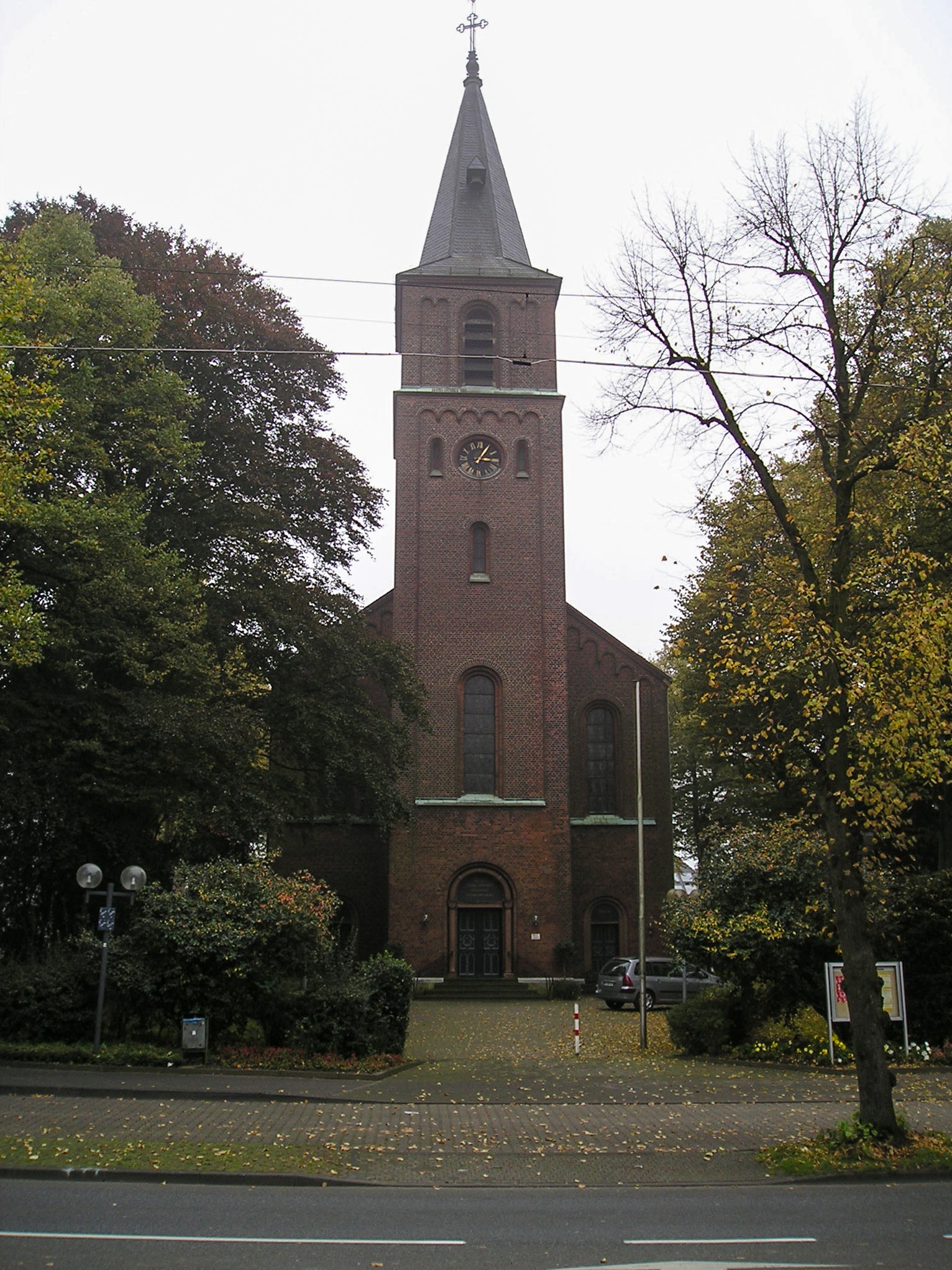
Evangelische Kirche an der Kaiserstraße
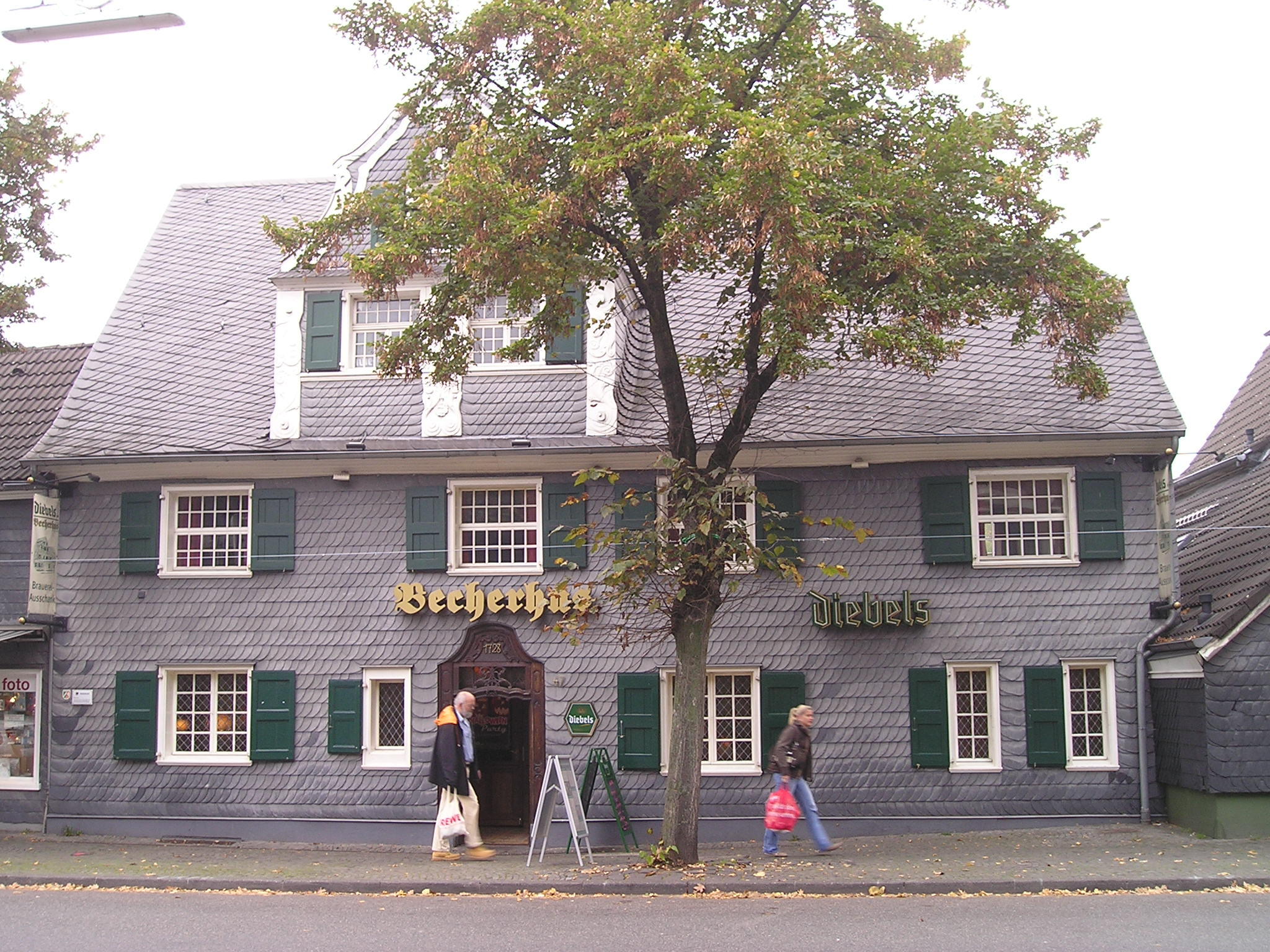
Das Becherhus
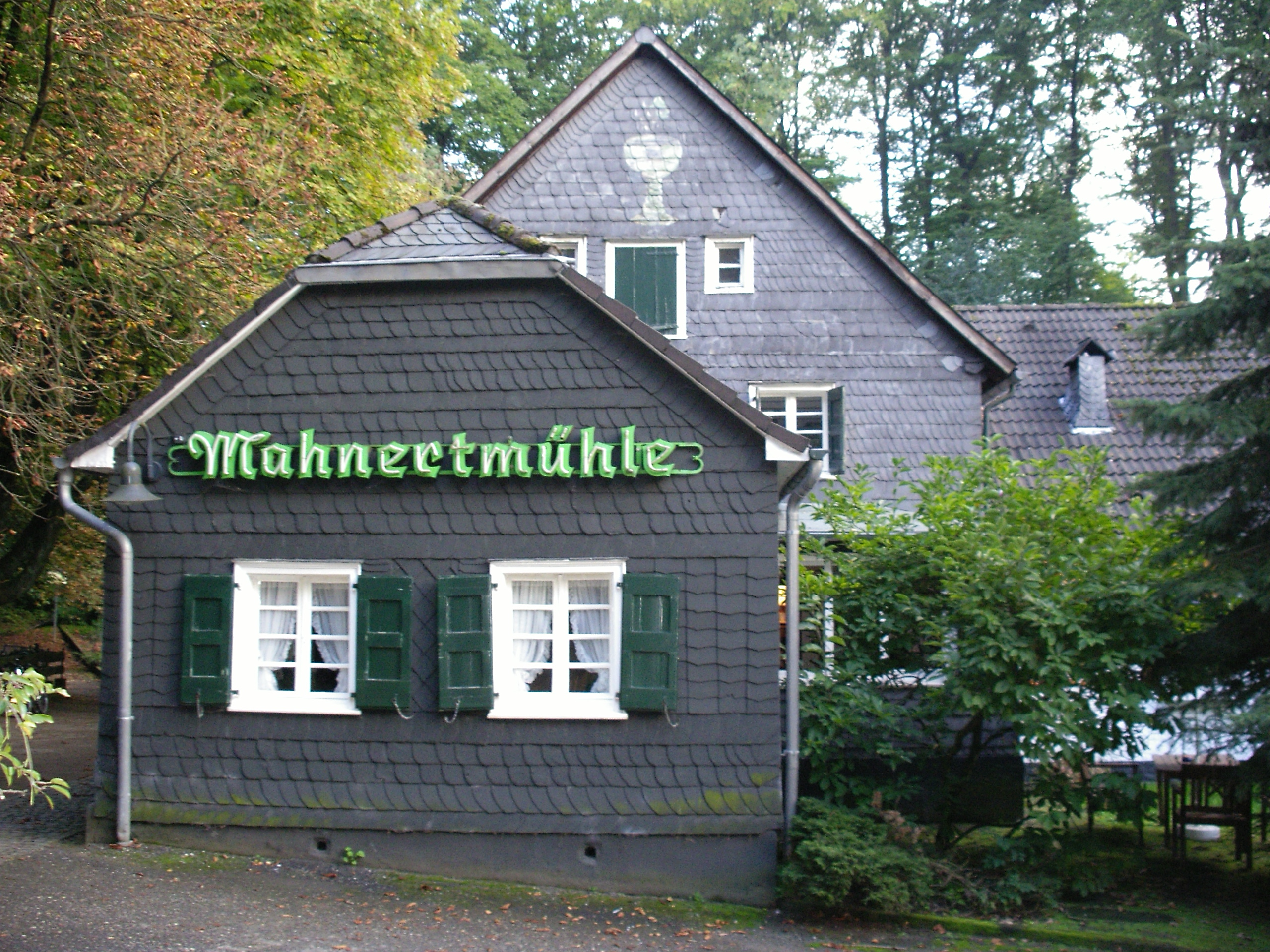
Die Mahnertmühle

Charakteristisch für das Haaner Stadtbild sind die zahlreichen Häuser im bergischen Schieferbaustil. Daneben existieren auch zahlreiche Gebäude in weiteren historischen Baustilen, insbesondere aus der wilhelminischen Epoche.
- Das Rathaus im Stil des Historismus wurde 1902/1903 nach einem Entwurf des damaligen Gemeindebaumeisters Wilhelm Stricker an der Kaiserstraße errichtet. Beispielhaft ist der geschmückte Giebel über den großen Bleiglasfenstern des Ratssaales sowie das Türmchen zur Rechten des Gebäudes.
- Ein Spiegelbild des wilhelminischen Baustils stellen die im ersten Jahrzehnt des 20. Jahrhunderts errichteten Gebäude am Alten Markt (siehe Foto oben am rechten Rand) dar.
- Die evangelische Kirche an der Kaiserstraße wurde 1864 ihrer Bestimmung übergeben. Der Backsteinbau löste das ein Jahr zuvor abgerissene romanische Gebäude auf dem Alten Kirchplatz ab, das seit etwa 850 als Gottesdienststätte diente. In der Kirche findet man noch heute den Türstein der alten Kirche, einer der ältesten Kirchensteine Deutschlands.
- Ein weiteres bekanntes Beispiel für die auch als Bergischer Barock bezeichnete Schieferbauweise ist das im Jahr 1728 erbaute Becherhus an der Kaiserstraße, das seit jeher als Gaststätte dient. Ein Brand zerstörte 1998 das ebenfalls für den Restaurantbetrieb genutzte Dachgeschoss, das jedoch restauriert werden konnte.
- Hervorzuheben ist außerdem die Hofgruppe am unteren Nachbarsberg, die zehn ehemalige Weber- und Schleiferhäuser umfasst. Die aus Schiefer- und Fachwerkhäusern bestehende Siedlung ist komplett denkmalgeschützt und vermittelt einen guten Eindruck des alten Haan.
- Historistische Villen aus der Zeit der Jahrhundertwende finden sich an der Schillerstraße, Königstraße, Bahnhofstraße, Kaiserstraße und Düsseldorfer Straße. Sie legen Zeugnis vom Wohlstand der Fabrikanten und Großbürger dieser Zeit ab und sind bis heute typisch für das Erscheinungsbild rheinisch-bergischer Städte, die Ende des 19. und Anfang des 20. Jahrhunderts in einer wirtschaftlichen Blüte standen.
- Die Mahnertmühle, eine ehemalige Mühle aus dem 14. Jahrhundert, befindet sich an der Stadtgrenze zu Erkrath. Sie steht seit 1982 unter Denkmalschutz und wird heute als Restaurant betrieben.

### Ittertal
Nahe der Stadtgrenze zu Solingen liegt das kleine Flüsschen Itter. Die Itter entspringt bei Solingen-Gräfrath, mündet bei Düsseldorf-Benrath in den Rhein und beherbergte bis weit ins 20. Jahrhundert an ihren Ufern die Kottenwirtschaft: In kleinen, einfachen Häusern wurden mithilfe eines Wasserrades Blasebälge, Schmiedehämmer und Schleifsteine zur Metallbearbeitung angetrieben. Insbesondere die berühmten Solinger Klingen haben hier ihren Ursprung. Auf Haaner Gebiet liegen acht ehemalige Kotten und Mühlen. Von Ost nach West sind dies der Bastians- und der Ernenkotten, die Heidberger Mühle, der Köllers- bzw. Haaner Kotten, die Breidenmühle, der Schaafenkotten, die Brucher Mühle und der Brucher Kotten. Die Kotten und Mühlen lassen sich teilweise bis ins 15. Jahrhundert zurückverfolgen. Die historischen, meist im Fachwerkstil erbauten Gebäude sind bis auf die Breidenmühle erhalten und bis heute entweder zu Wohnhäusern oder, wie im Fall der Heidberger Mühle, zu Restaurants umgebaut.

### Gruiten-Dorf
Der alte Ortskern Gruitens mit seinen gut erhaltenen Fachwerkhäusern ist die größte intakte historische Siedlung auf Haaner Stadtgebiet. Ältestes Bauwerk ist das Haus am Quall, von dem zumindest ein Gebäudetrakt auf das 14. Jahrhundert datiert werden kann. Das Haus am Quall wurde von dem eigens gegründeten Förderverein aufwendig restauriert und ist heute für Feiern, Lehr- und Informationsveranstaltungen etc. nutzbar. Die evangelisch-reformierte Kirche aus dem Jahr 1721 sowie die katholische St.-Nikolaus-Kirche aus dem Jahr 1879 überragen das alte Dorf.

### „Haans“

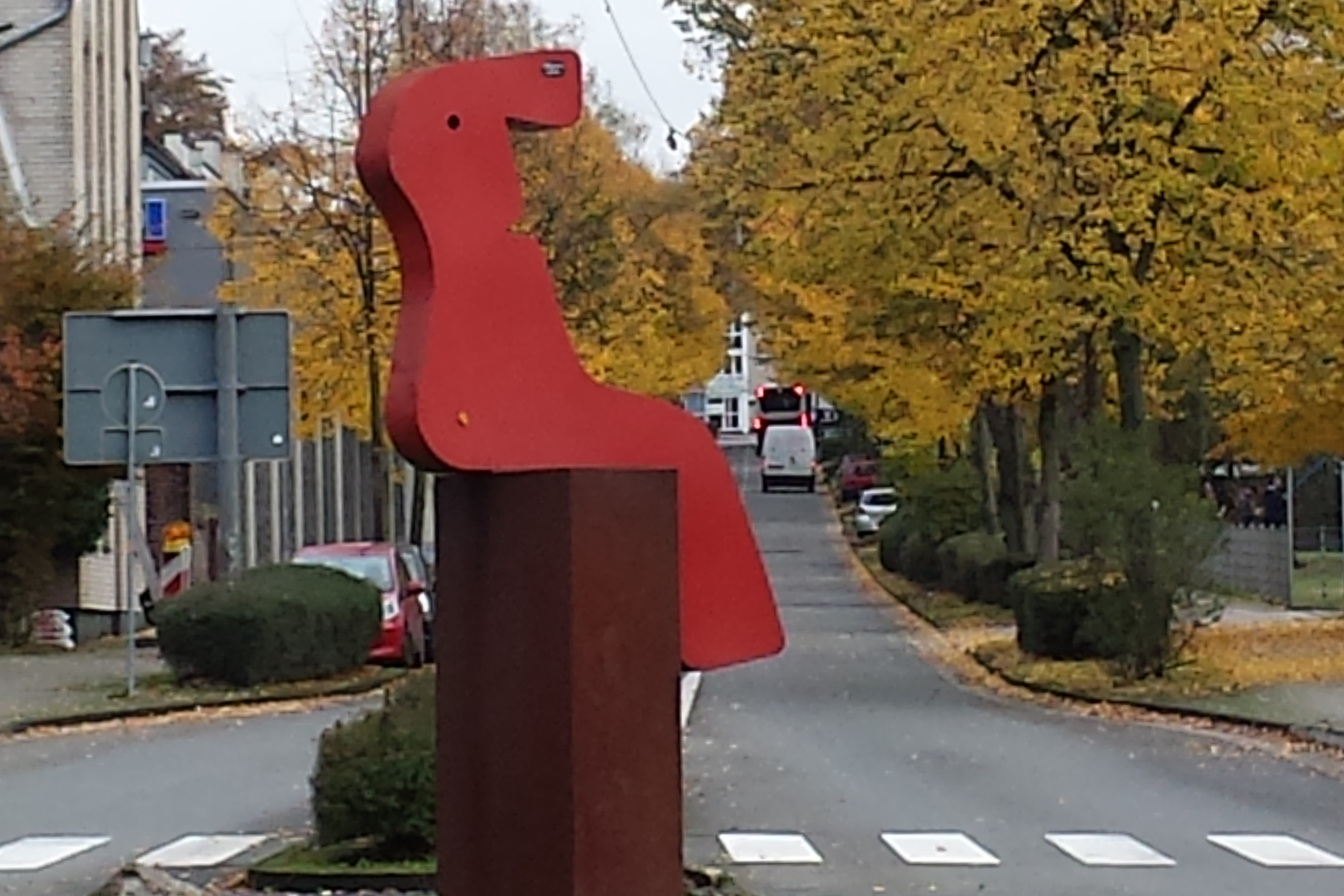
Roter Haans im Kreisverkehr Ohligser Straße

Der sogenannte Haans ist eine Art Stadtmaskottchen, das vom in Haan aufgewachsenen Künstler Franz Leinfelder (* 1941 in Solingen) entworfen und aus lackiertem Stahlblech von der Firma Heuser-Apparatebau gefertigt wurde. Es gibt acht große verschiedenfarbige Haans‘, die bis zu 4,50 m hoch und über das gesamte Stadtgebiet verteilt sind: unter anderem auf dem Kreisverkehrs-Rund Alleestraße, auf dem Kreisel Ohligser Straße, am Kellertor neben der Flurstraße, an der Bahnhofstraße und an der Böttingerstraße. Darüber hinaus gibt es 18 kleine Haans‘, die käuflich zu erwerben waren und nun zum Teil Schaufenster und Ladenlokale zieren.
Bevor die Skulpturen in Haan aufgestellt wurden, befanden sie sich zehn Jahre auf Wanderschaft durch deutsche Museen und Ausstellungen. Erdacht wurde der Haans von der mittlerweile zum Arbeitskreis gereiften ehemaligen Privat-Initiative „Haan-Quer“.

### Regelmäßige Veranstaltungen

#### Haaner Gartenlust
Die „Haaner Gartenlust“, eine Privatinitiative, bemüht sich um die Wiederbelebung des Gartenstadt-Charakters. Geschichtliche Vorgänger hierzu finden sich 1952 und 1954 mit dem Tag der Blume (begleitet durch einen Blumenkorso und die Prämierung besonders schöner Privatgärten). Seit der Premiere im Juni 2006, bei der zehn Privatgärten für das Publikum geöffnet wurden, findet jährlich am ersten Sonntag im Juni ein Tag der „Haaner Gartenlust“ statt.

#### Haaner Sommer
Erstmals fand der Haaner Sommer anlässlich einer Teilnahme am Landeswettbewerb „Ab in die Mitte“ im Jahr 2007 statt, bei dem Ideen zur Belebung von Innenstädten prämiert wurden. Die privaten Organisatoren aus Haan erhielten für ihre Idee zwar keinen Preis, setzten die Planung aber dennoch um.
Während der Sommerferien wird der untere Teil des Neuen Markts westlich des Stadtbrunnens in einen Strand verwandelt: Helfer verteilen mit Schaufeln und Schubkarren große Mengen Sand (2011: 160 Tonnen) und gestalten den Platz anschließend mit Schirmen, Strandkörben, Sandspielgeräten aller Art, diversen Strandpflanzen, einem Zelt und einem Volleyballnetz, sodass ein „Urlaubs- und Strandgefühl“ entstehen kann. Das Team des Haaner Sommer e. V. organisiert mit zahlreichen Helfern des Weiteren ein Programm für „Jung und Alt“: vom Sandburgenbauwettbewerb über den Auftritt verschiedener Haaner Vereine, Musik- und Künstlergruppen bis hin zum gemeinsamen Singen.

#### Haaner Kirmes
Alljährlicher Höhepunkt im Veranstaltungskalender der Stadt ist die Haaner Kirmes, die immer am letzten Dienstag im September endet und am vorhergehenden Samstag beginnt. Für die Straßenkirmes mit jährlich ca. 400.000 Besuchern wird die komplette Haaner Innenstadt und ein Teil der B 228 gesperrt.
Für die Haaner Bevölkerung nimmt die Kirmes einen hohen Stellenwert ein, der in anderen rheinischen Städten eher dem Karneval vorbehalten ist. Hier wie dort stellt der Montag den Höhepunkt der Feierlichkeiten dar: Am Kirmesmontag schließen die Haaner Geschäfte und Ämter frühzeitig und die Kinder erhalten schulfrei – dieser Tag ist der traditionelle Treffpunkt der Haaner, während die übrigen Tage eher den auswärtigen Besuchern „gehören“.
Über die geschichtlichen Ursprünge der Haaner Kirmes bestehen unterschiedliche Auffassungen. Ein Jahrmarkt auf Haaner Gebiet wurde erstmals 1386 urkundlich erwähnt. Einige Historiker vermuten jedoch, die Haaner Kirmesgeschichte reiche bis in die Zeit der Sachsenkriege Karls des Großen im 8. und 9. Jahrhundert zurück. Damals könnten Marketender die auf Haaner Gebiet, nahe der bei Sonnborn verlaufenden feindlichen Linie, biwakierenden karolingischen Soldaten versorgt haben. Den traditionellen Abschluss der Haaner Kirmes bildet das von den Schaustellern gestiftete Feuerwerk am Dienstagabend.

## Wirtschaft und Infrastruktur

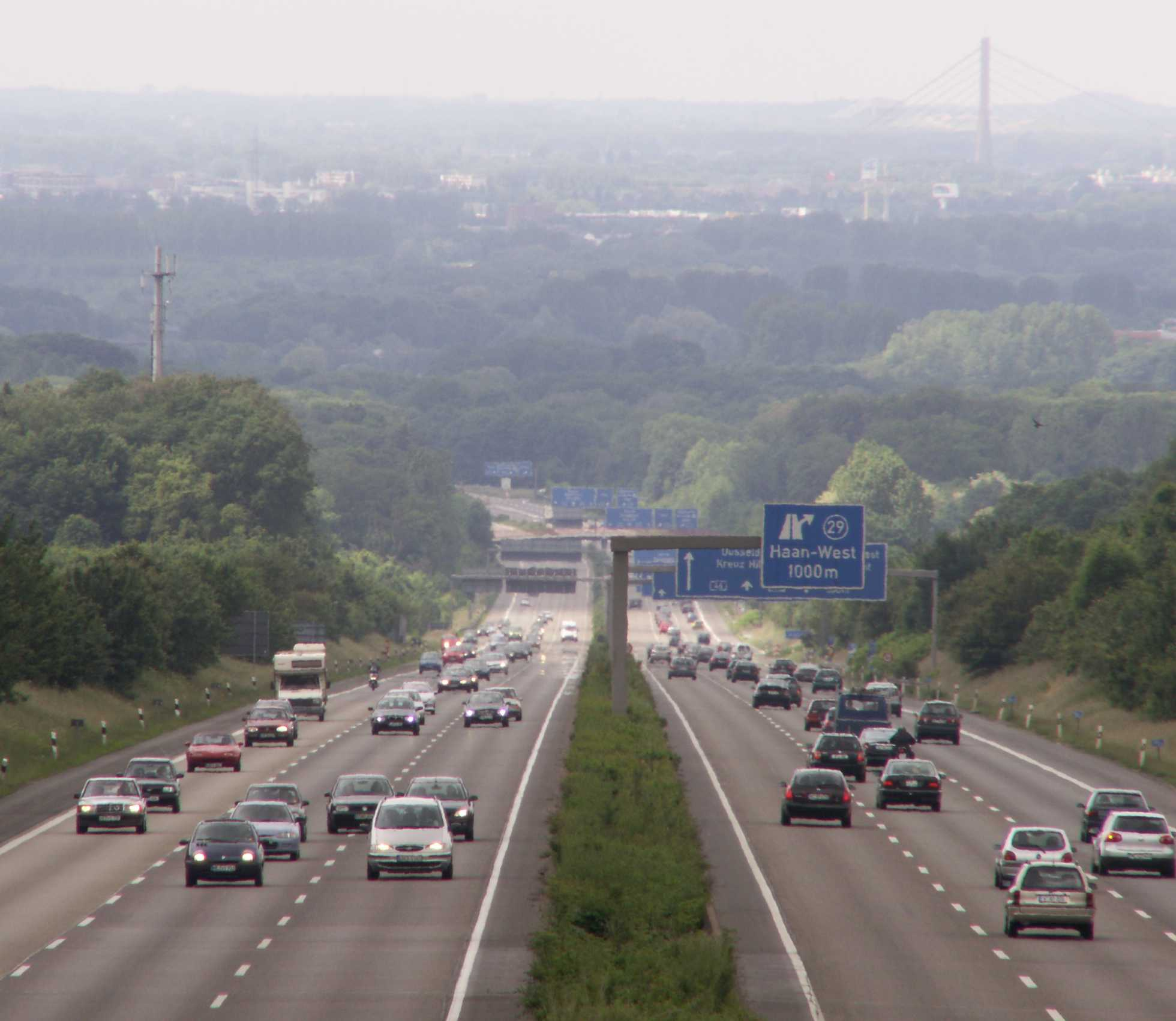
Blick von einer Brücke auf die A 46 in Haan und auf die Rheinebene

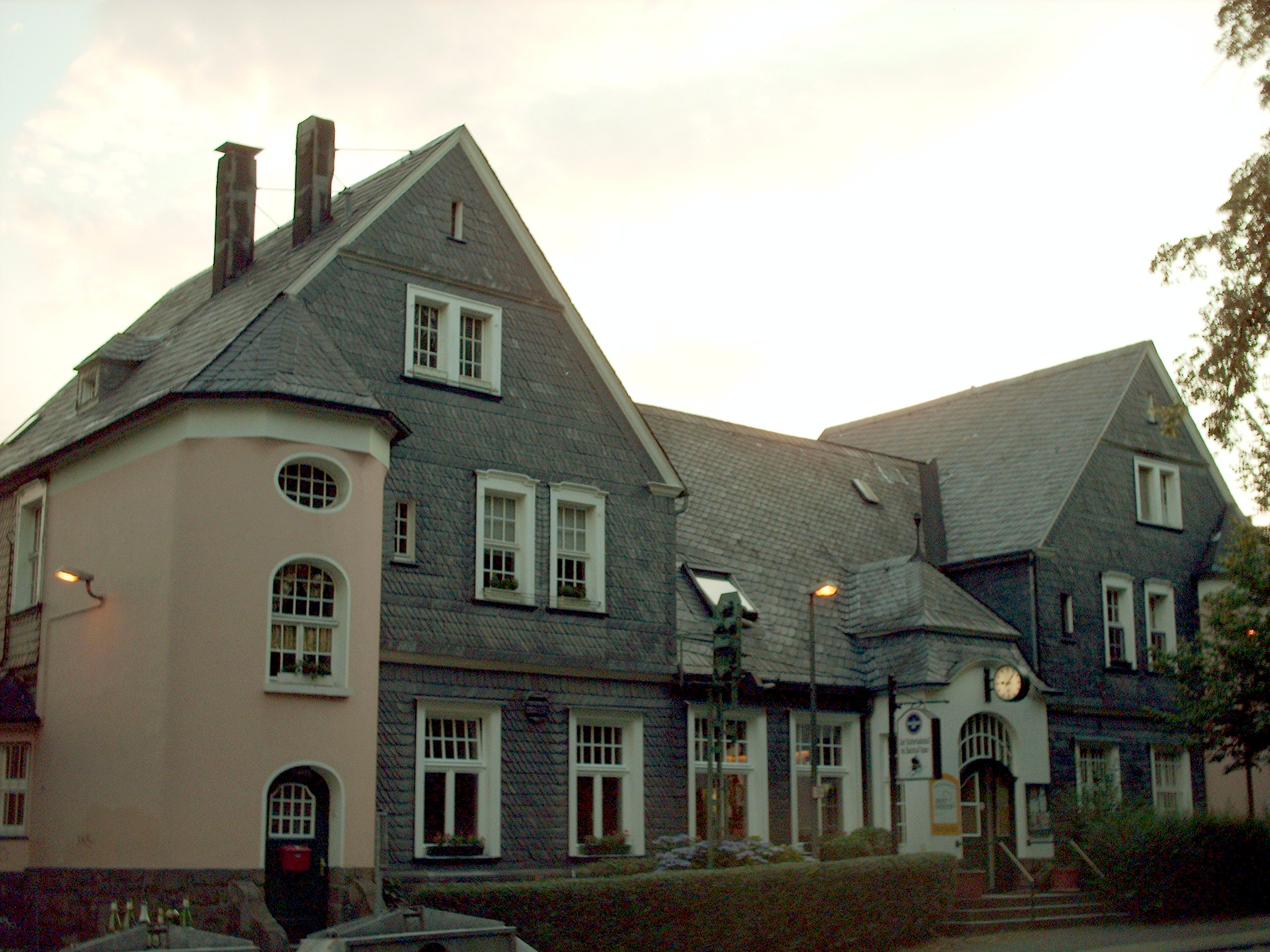
Eingangsgebäude zum Haaner Bahnhof, als Gaststätte genutzt

Haan gehört neben Solingen zum sogenannten Industriegebiet Solingen, weshalb es Unternehmen aus Haan gestattet ist, Schneidwaren mit dem durch die Solingenverordnung geschützten Namen „Solingen“ zu kennzeichnen.

### Ansässige Unternehmen
- Bohle Gruppe, Hersteller von Geräten und Maschinen zur Glasbearbeitung
- Ostermann Einrichtungshaus
- Visaton, Hersteller von Lautsprechern und Beschallungslösungen

Es gibt einen Runden Tisch von Unternehmen und Schulen zur Vermittlung von Ausbildungsplätzen.

### Verkehr
Haan verfügt über gute Verkehrsanbindungen: Die Bundesautobahn 46 (Heinsberg–Düsseldorf–Wuppertal mit zwei Anschlussstellen) sowie die Bundesstraße 228 (Düsseldorf-Benrath–Wuppertal-Vohwinkel) durchqueren das Stadtgebiet. Der Bahnhof Haan ist ein Haltepunkt an der Bahnstrecke Haan-Gruiten–Köln-Deutz, er wird von der RB 48 halbstündlich bedient. Der Bahnhof Haan-Gruiten wird von der S-Bahn Rhein-Ruhr (Mönchengladbach–Düsseldorf–Wuppertal–Hagen) und ebenfalls von der RB 48 bedient. Der Flughafen Düsseldorf ist 22 km entfernt.

### Gesundheit
Das 1966 von den Steyler Missionsschwestern gegründete St.-Josef-Krankenhaus musste im Dezember 2023 aufgrund der Insolvenz seines Trägers, der Kplus-Gruppe, schließen. Es hatte zuletzt rund vierhundert Mitarbeiter.

### Schulen

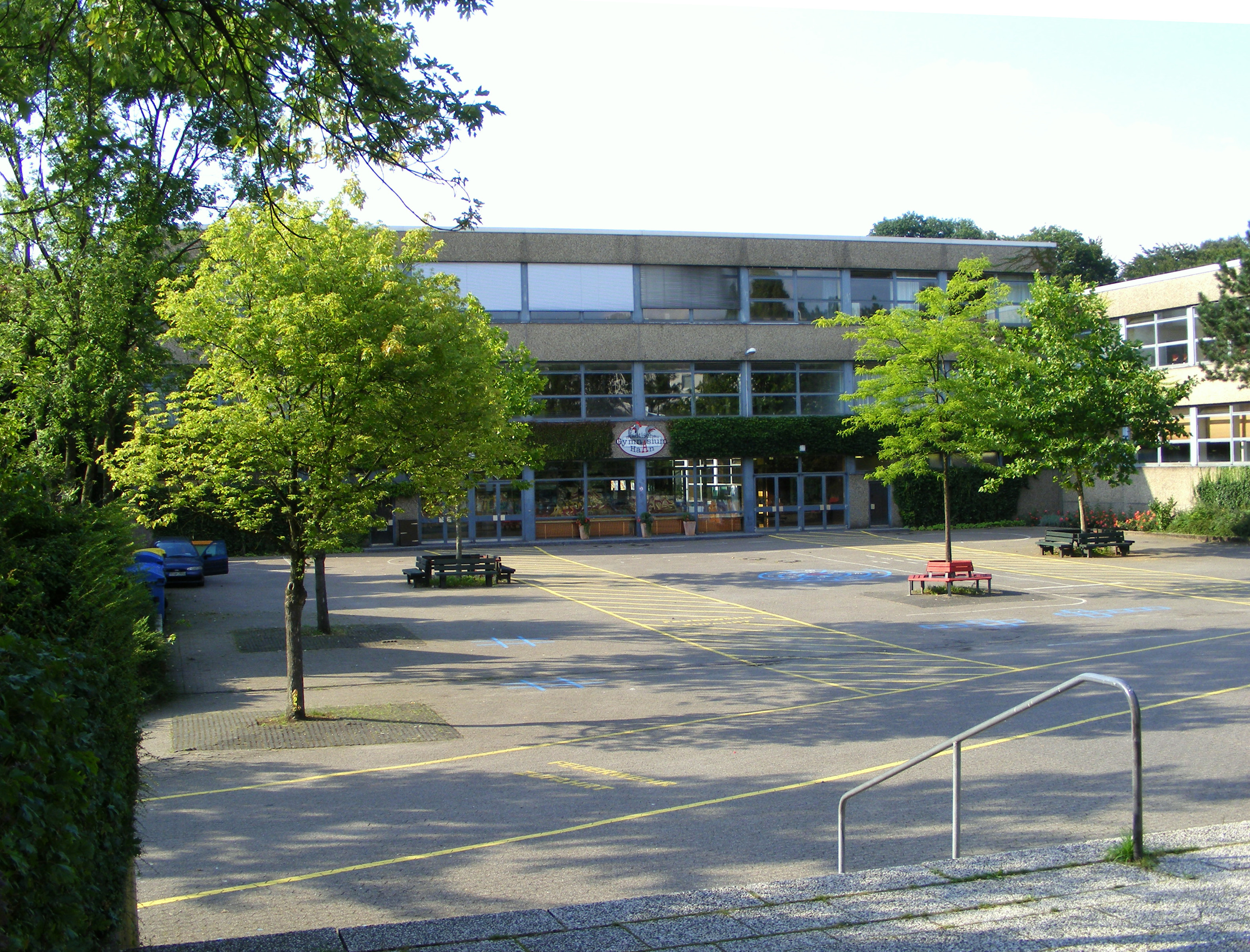
Eingang des Gymnasiums von der Adlerstraße aus betrachtet

Neben dem Städtischen Gymnasium Haan gibt es eine Realschule, eine Hauptschule (beide auslaufend), eine Gesamtschule (seit 2017) sowie fünf Grundschulen. Außerdem existiert die im Zweckverband mit der Nachbarstadt Hilden betriebene Volkshochschule Hilden-Haan sowie eine Musikschule. Seit 1984 gibt es im Stadtteil Gruiten eine freie Waldorfschule.

### Medien
Haan liegt im Verbreitungsgebiet der drei regionalen Tageszeitungen Rheinische Post, Westdeutsche Zeitung und, wenngleich mit unregelmäßiger Haaner Berichterstattung, Neue Rhein Zeitung.
Haans bekanntestes Anzeigenblatt ist der Haaner Treff, der wöchentlich am Freitag erscheint. Seit dem 20. Oktober 2010 wurde anstelle des Lokalanzeigers das Blatt Hallo! Haan am Mittwoch publiziert; am 29. Juli 2015 erschien das Blatt zum letzten Mal. Der SuperTiPp (Eigenschreibweise) wird jeden Samstag verteilt.
Haaner Podcast: Der Haaner Podcast ist ein lokaljournalistischer Podcast aus Haan. Er wurde im Jahr 2022 von Frank Hoffmann gegründet und wird seitdem von ihm moderiert und produziert. Im Haaner Podcast erzählen interessante Persönlichkeiten aus Haan und der näheren Umgebung ihre Geschichten und sprechen über ihre Motivation und ihr Engagement. Die Auswahl der Gäste umfasst Unternehmerinnen, Künstler, Vereinsmitglieder sowie Menschen, die sich ehrenamtlich oder gesellschaftlich für die Stadt einsetzen. Thematisch stehen lokale Ereignisse, Entwicklungen und die Vielfalt des Lebens in der „Gartenstadt Haan“ im Mittelpunkt. Der Podcast erscheint etwa alle zwei Wochen mit neuen Episoden. Die Produktion erfolgt privat und ehrenamtlich, ohne bekannte staatliche oder kommerzielle Finanzierung. Hinweise auf Sponsoring, Werbung oder Crowdfunding liegen nicht vor. Der Podcast versteht sich als unabhängiges journalistisches Angebot für Haan und Umgebung.
Für die Radio- und Fernsehberichterstattung sind die in Mettmann ansässige private Radiostation Radio Neandertal sowie das Lokalstudio Wuppertal des Westdeutschen Rundfunks zuständig.

## Erholung und Sport

### Natur
Die aufgelassenen Steinbrüche in der Nähe von Gruiten-Dorf beherbergen schützenswerte Arten wie seltene Orchideen, Kreuz- und Geburtshelferkröten. Durch die ehrenamtliche Arbeit der AGNU Haan e. V. wurden zahlreiche Amphibiengewässer angelegt. Außerdem werden jährlich die Orchideenwiesen gepflegt. Ein weiterer Schwerpunkt ist die Pflege der Kopfbäume, die an den Ufern der zahlreichen Gewässer in Haan stehen. Die Landschaften rund um Haan im Düssel- und Itteral können auf Wander- und Spazierwegen erkundet werden. Unter anderem führen der Bergische Weg und der Neanderlandsteig durch das Stadtgebiet Haans.

### Sport- und Veranstaltungsstätten
Haan verfügt über ein städtisches Hallenbad, das wegen finanzieller Probleme lange Zeit geschlossen war. In Haan gibt es als Treffpunkt für Jugendliche das Jugendhaus. Es finden dort regelmäßig Konzerte statt. Der Historische Ratssaal sowie die Schulaulen des Gymnasiums an der Adlerstraße sowie der Schule Walder Straße stehen ebenfalls für Veranstaltungen zur Verfügung.
In Gruiten bestand bis 2012 ein Bürgerhaus für die Veranstaltungen von Bürgern und Vereinen.

## Persönlichkeiten

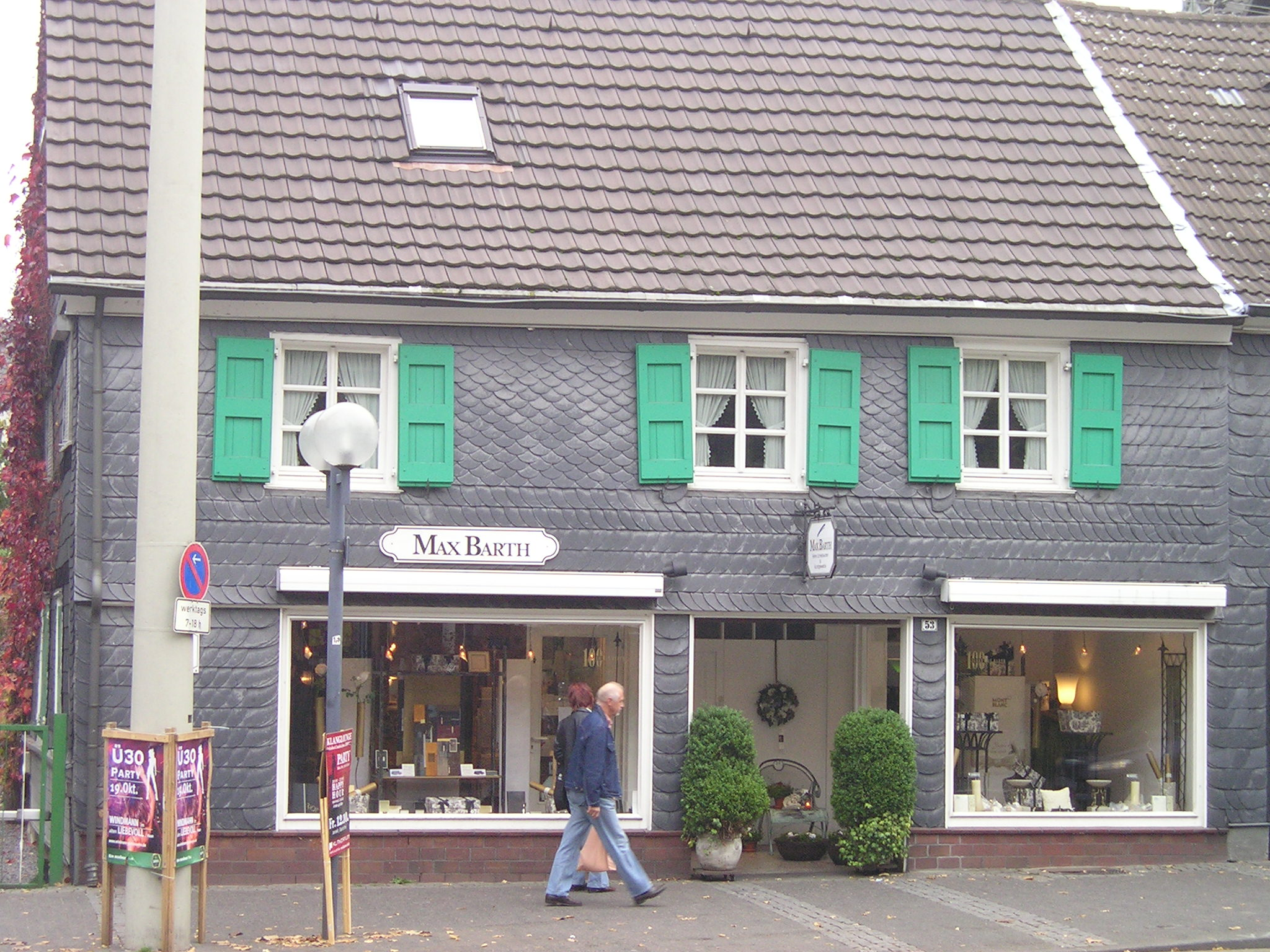
Das Barth-Haus an der Kaiserstraße

### Söhne und Töchter der Stadt
- Alois Alteköster, Arzt (* 1931; † Februar 1968 in Huế, Vietnam oder bei Hué)[26]
- Sandra Abend, Kunsthistorikerin (* 1976)
- Tom Albrecht, Sänger und Musiker (* 9. Juni 1980)
- Christian Baldus, Jurist und Professor (* 17. August 1966)
- Manfred Baldus, Rechtswissenschaftler (* 7. März 1935)
- Carl Josef Barth, Maler (* 16. Juni 1896; † 31. Dezember 1976)
- Emil Barth, Schriftsteller (* 6. Juli 1900; † 14. Juli 1958)[27]
- Knut vom Bovert, Rechtsanwalt und ehemaliger Bürgermeister von Haan (* 22. Dezember 1949)
- Günter Breithardt, Kardiologe, ehem. Direktor der Medizinischen Klinik und Poliklinik C des Universitätsklinikum Münster (* 19. Januar 1944)
- Thomas Buberl, Versicherungsmanager (* 24. März 1973)
- Hede Bühl (* 8. Juni 1940), Bildhauerin
- Jonas Carls, Fußballprofi beim FC Schalke 04 (* 25. März 1997)
- Rahul Peter Das, Indologe/Südasienkundler (* 7. Juli 1954)
- Jan Drees, Schriftsteller und Journalist (* 9. Mai 1979)
- Monika Fink, Politikerin (* 14. Juli 1952)
- Manfred Franke, Schriftsteller (* 23. April 1930; † 4. Juli 2020)
- Andrea Gotzmann, Basketballspielerin und Verbandsfunktionärin (* 7. August 1957)
- Sebastian Haug, Politiker (CDU) (* 20. September 1974)
- Norbert Heinen, Versicherungsmanager (* 5. Oktober 1954; † 8. April 2019)
- Jil Hentschel, Schauspielerin (* 6. August 1999)
- Melanie Hoffmann, Fußballspielerin (* 29. November 1974)
- Christian Hoße, Handballspieler (* 10. September 1988)
- Klaus Heizmann, Komponist, Dirigent und Musikverleger (* 16. Mai 1944)
- Walter Huppenkothen, Jurist, SS-Standartenführer im Reichssicherheitshauptamt und NS-Verbrecher (* 31. Dezember 1907; † 5. April 1978)
- Mario Irrek, Schauspieler (* 3. November 1968)
- Klaus König, Komponist und Musiker (* 31. Dezember 1959)
- Norbert Könner, Jazzmusiker (* 24. Dezember 1966)
- Anna Kraft, Sportjournalistin (* 3. Oktober 1985)
- Dirk Krausse, Prähistoriker und Landesarchäologe von Baden-Württemberg (* 25. Januar 1962)
- Laura Leluschko, Fußball-Nationalspielerin (* 30. Oktober 1995)
- Leo G. Linder, Autor, Regisseur und Produzent (* 28. August 1948)
- Helmut Lötzerich, Sport- und Hochschullehrer (* 1957)
- Frank Maus, Pianist und Komponist (* 9. Juni 1937; † 5. April 2022)
- Jack McBannon, Sänger und Musiker (* 4. Dezember 1981)
- Patrick Mölleken, Schauspieler (* 27. September 1993)
- Wilhelm Niggemeyer, Offizier und Lehrfilmautor (* 9. Mai 1918; † 14. Februar 2008)
- Jochen Pützenbacher, Hörfunkmoderator (* 9. März 1939; † 22. August 2019)
- Alfred Richartz, Sportwissenschaftler (* 1953)
- Maximilian Scheer, Journalist und Schriftsteller (* 22. April 1896; † 3. Februar 1978)
- Günter Scheib, Lehrer und Politiker, 1994–2009 Bürgermeister von Hilden (* 27. Januar 1947)
- Lena Schmidt, Leichtathletin, unter anderem deutsche U23-Meisterin über 400 Meter (* 4. August 1989)[28]
- Ronald Michael Schmidt, Germanist und Bibliothekar (* 13. Februar 1951; † 12. Juni 2023)
- Martin Schüller, Schriftsteller und Musiker (* 29. März 1960)
- Werner Sonnenschein, Sportwissenschaftler an der DSHS Köln (* 4. Juni 1942; † 20. Dezember 2017)
- Insa Magdalena Steinhaus, Schauspielerin (* 1979)
- Karl Hugo Hü Struck, Geschäftsführer von Hugo Liefering (* 7. Juni 1941; † 5. September 2011)
- Nicole Struse, mehrfache Europa- und Deutsche Meisterin im Tischtennis (* 31. Mai 1971)
- Sigurd Tesche, Dokumentarfilmer (* 24. April 1940; † 12. Januar 2020)
- Guido Till, seit 2005 Oberbürgermeister von Göppingen (* 23. Februar 1955)
- Hans Günther van Allen, ehemaliger Bürgermeister von Lohmar und stellv. Landrat des Rhein-Sieg-Kreises (* 30. Juni 1934)
- Klaus-Dieter Völker, Politiker und ehemaliges Mitglied des Landtages Nordrhein-Westfalen (* 30. Dezember 1937)
- Carola Winter, Fußballspielerin (* 25. Juli 1987)
- Peter Zudeick, Journalist und Satiriker (* 4. November 1946)

### Weitere Personen
Folgende Personen stammen nicht gebürtig aus Haan, lebten oder leben aber in der Stadt:
- Georg Wilhelm Adamowitsch, ehemaliger Chef der Staatskanzlei NRW und Staatssekretär im Bundeswirtschaftsministerium (* 20. Oktober 1947 in Hameln)
- Antoine Beuger, niederländischer Komponist, Kulturmanager und Musikverleger (* 3. Juli 1955 in Oosterhout)
- Sarah Bogen, Schauspielerin (* 25. November 1989 in Düsseldorf)
- Wilhelm Bungert, ehemaliger Tennis-Daviscupspieler (* 1. April 1939 in Mannheim)
- Friedrich Eugen Engels, Sänger (* 4. Januar 1909 in Solingen; † 19. November 1994 in Haan)
- Harald Giebels, ehemaliges Mitglied des Landtages Nordrhein-Westfalen (* 15. Juli 1964 in Lübeck)
- Tom Hegermann, freiberuflicher Journalist und Radiomoderator beim WDR (* 1960 in Duisburg)
- Bernd Lucke, Professor für Makroökonomie an der Universität Hamburg, Mitbegründer der AfD, ALFA und LKR (* 19. August 1962 in Berlin)
- Michaela Noll, bis 2021 Mitglied des Deutschen Bundestages (* 24. Dezember 1959 in Düsseldorf)
- Christian Petzold, Filmregisseur (* 14. September 1960 in Hilden)
- Berengar Pfahl, Regisseur und Drehbuchautor (* 1. Mai 1946 in Mülheim an der Ruhr; † 24. März 2015 in Haan)
- Klaus Rinke, Künstler und Professor an der staatlichen Kunstakademie Düsseldorf (* 29. April 1939 in Wattenscheid)
- Gebhard Schwermer, Künstler und Kunsterzieher (* 27. September 1930 in Arnsberg; † 19. September 2007 in Konstanz)
- Dieter Spethmann, ehem. Vorstandschef der Thyssen AG (* 27. März 1926 in Essen; † 1. Februar 2016 in Düsseldorf)
- Hans-Joachim Uthke, Grafiker (* 23. Mai 1941 in Kalwe, im Landkreis Stuhm (Westpreußen))
- Helmut Weber, Arzt und Träger des Bundesverdienstkreuzes am Bande (* 13. Juli 1942 in Würzburg)
- Klaus Wiener, Politiker (CDU), seit 2021 Mitglied des Deutschen Bundestages (* 21. August 1962 in Nordhorn)

## Bildergalerie

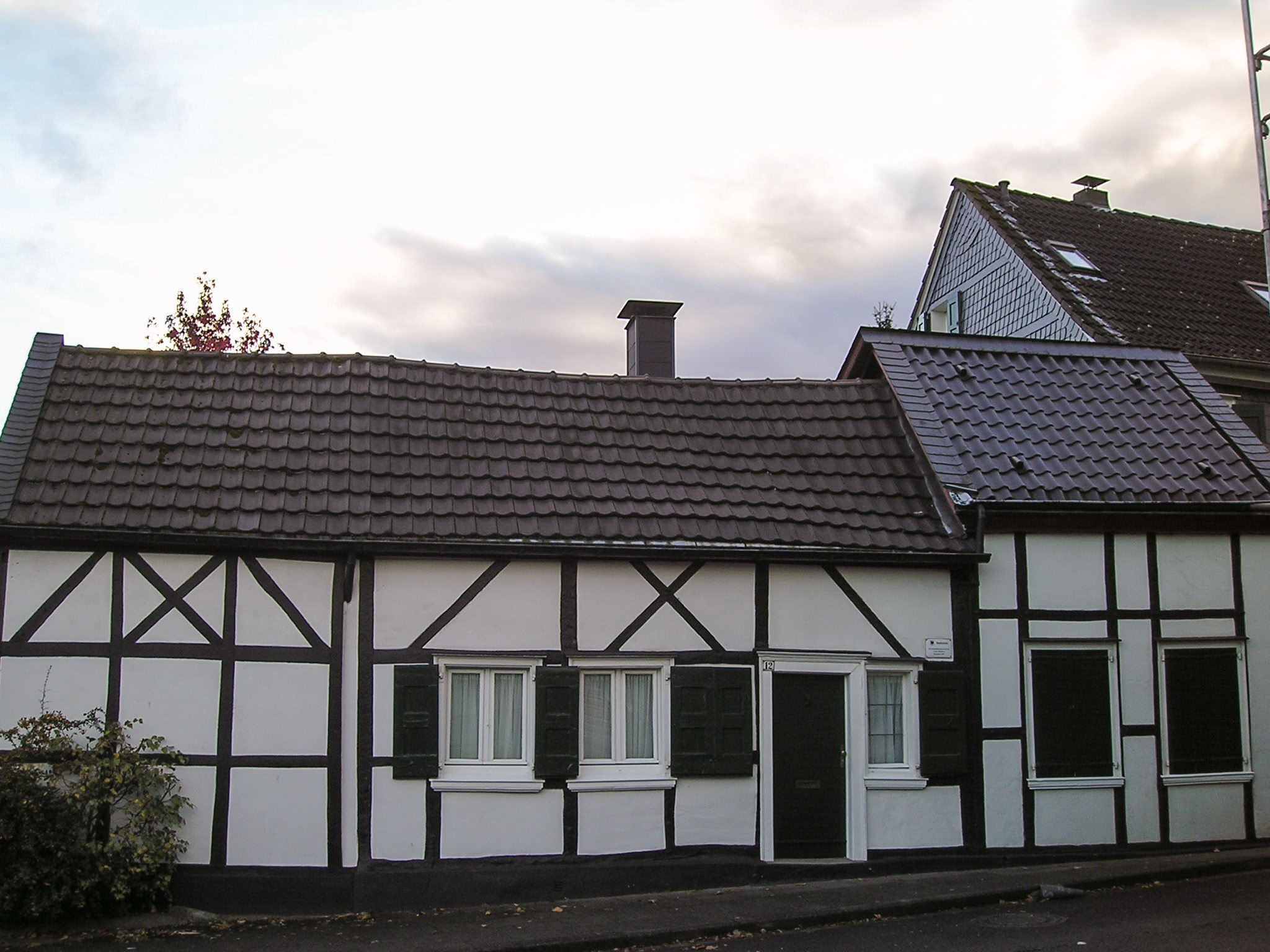
Das Gut in der Smittenan
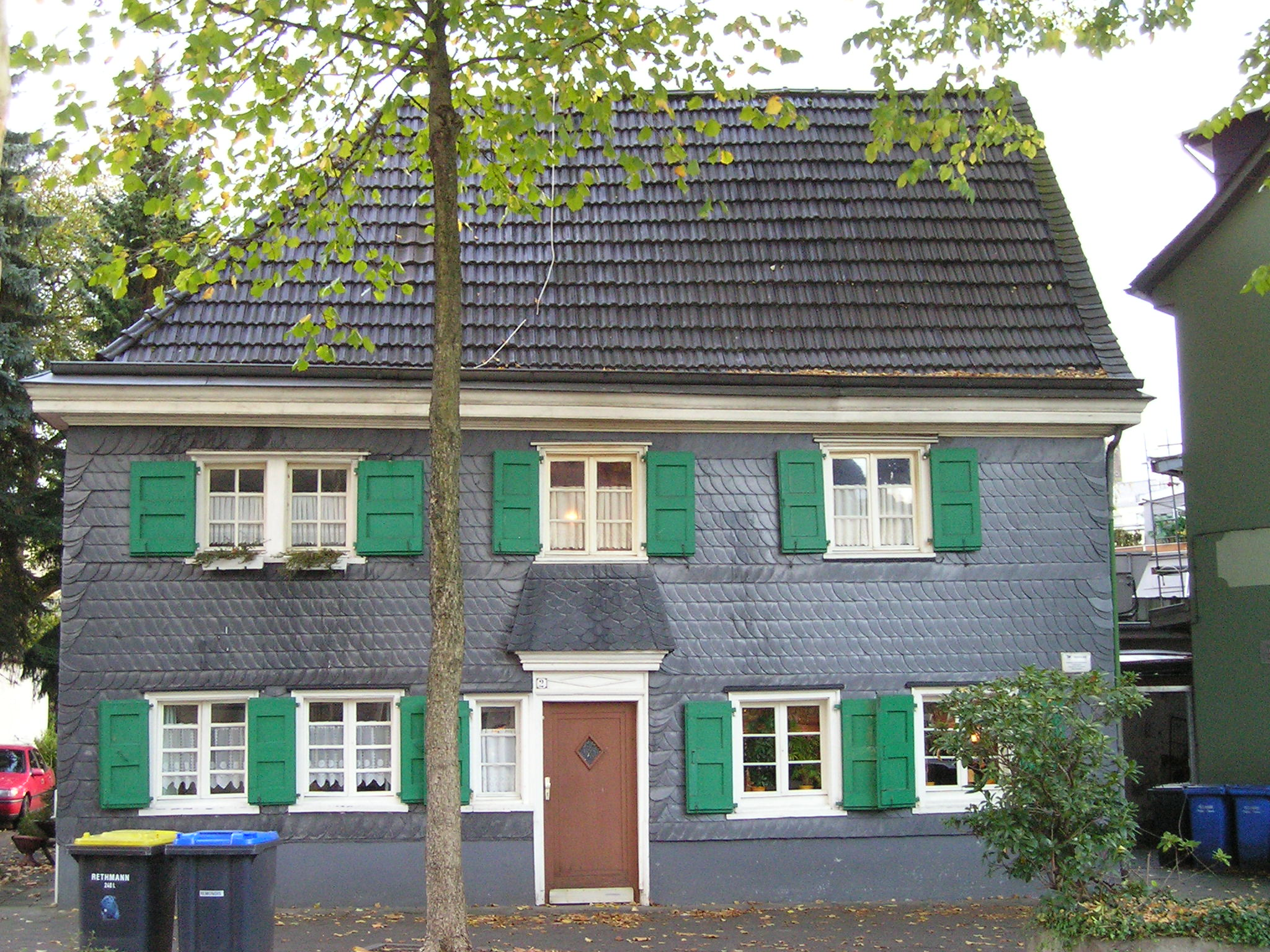
Das Haus am Schwanen
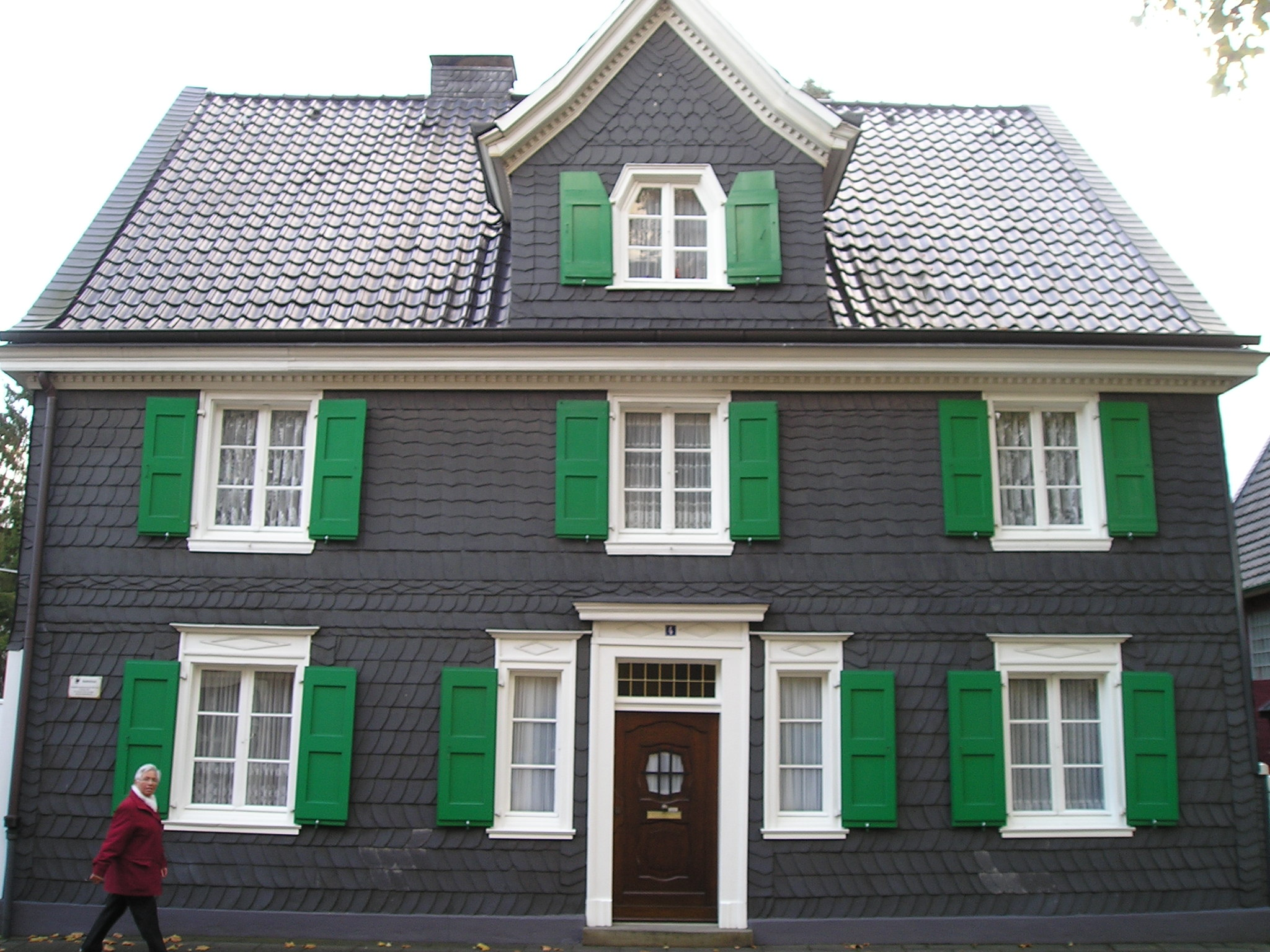
Das Gut in der Cron
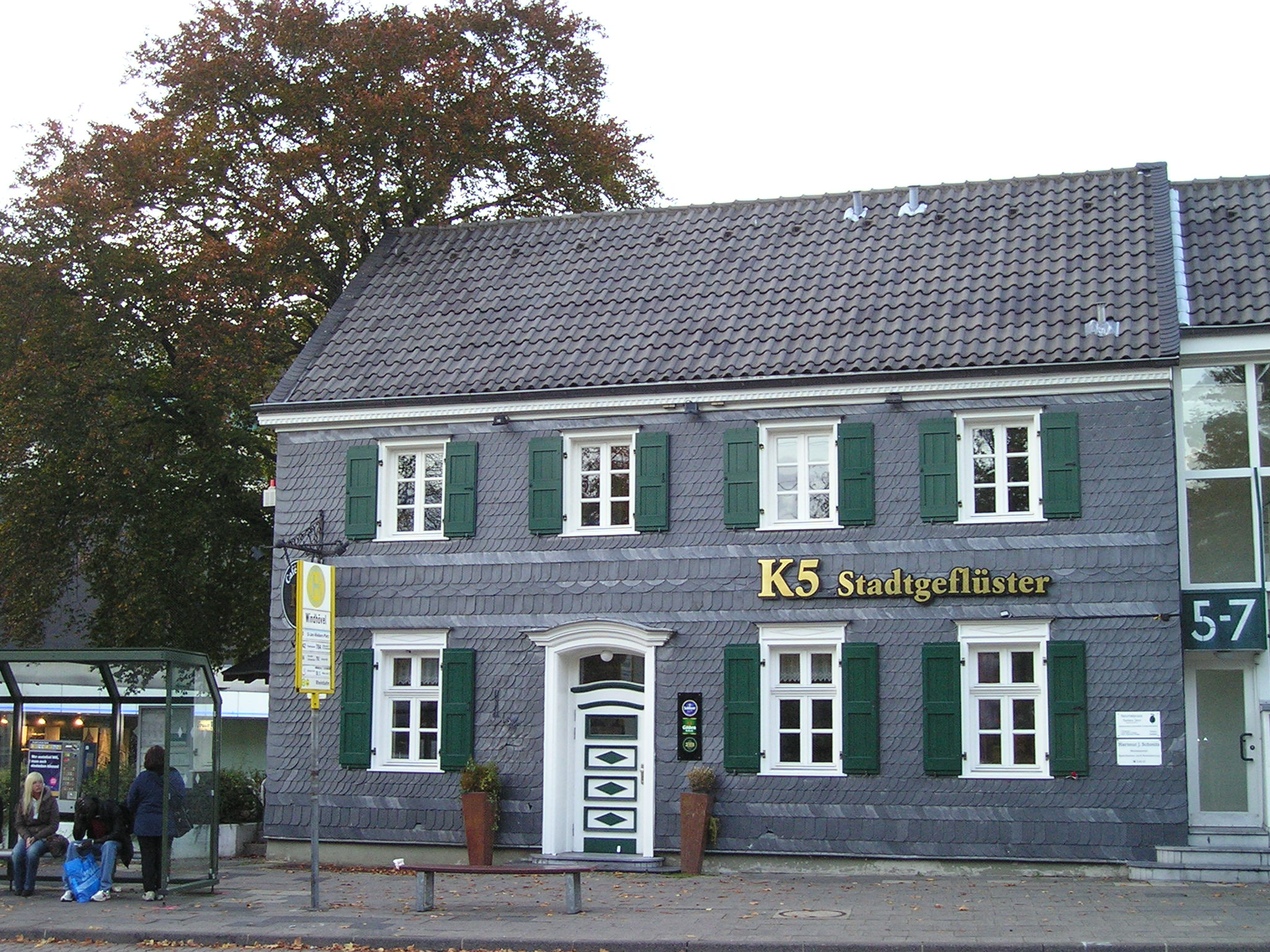
Haus an der Kaiserstraße (heute Restaurant)
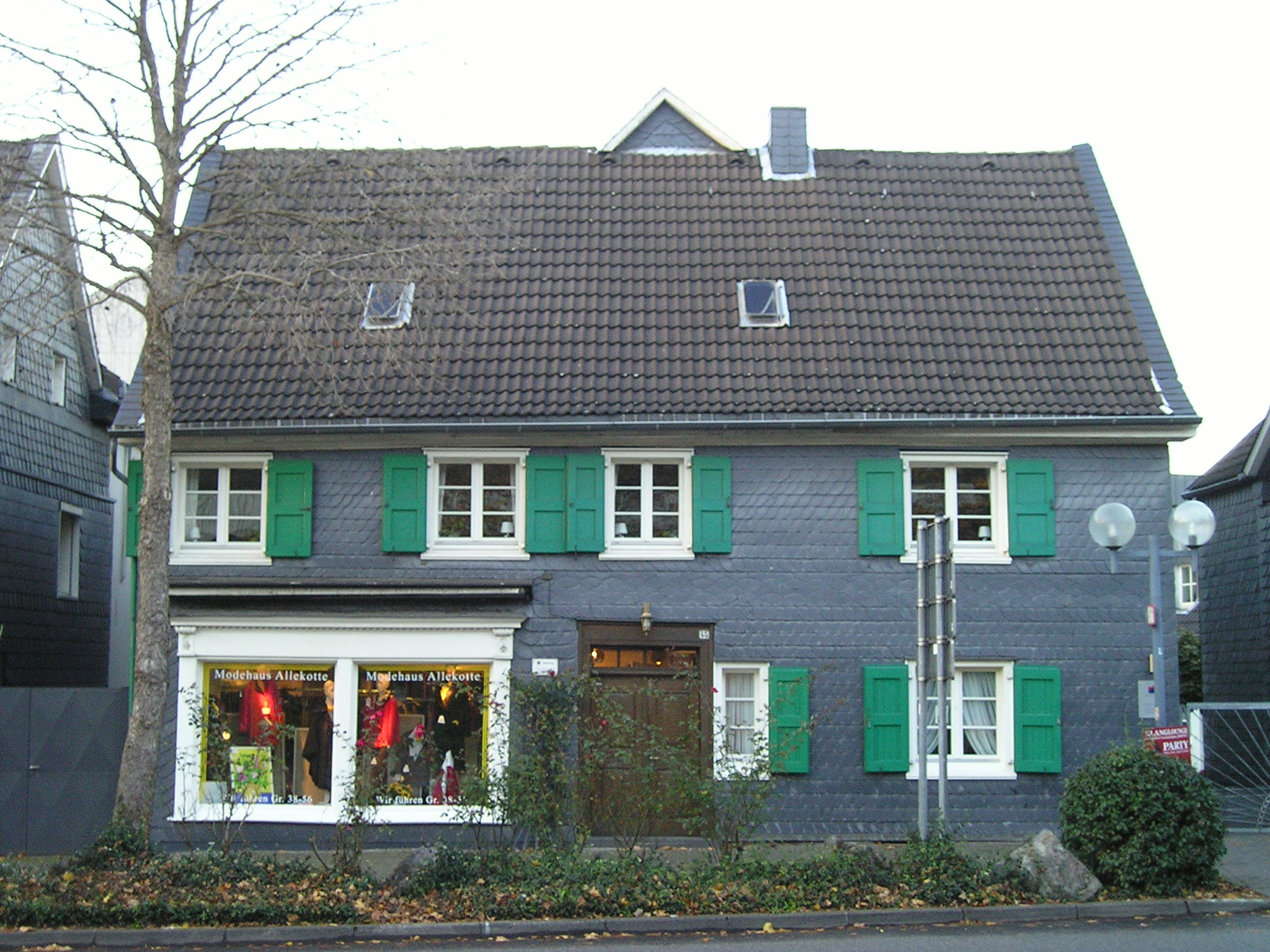
Krämerladen aus dem 19. Jahrhundert
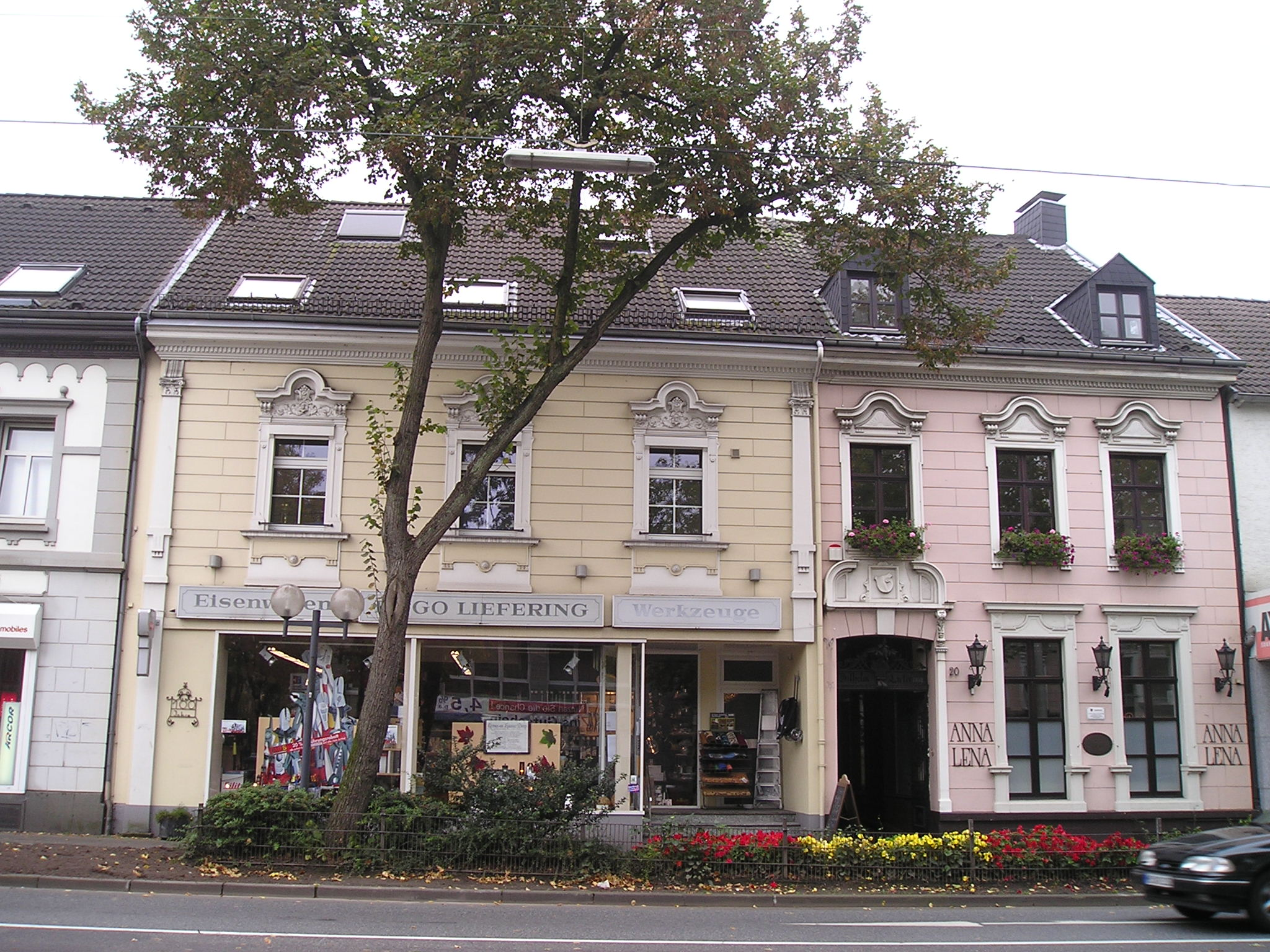
Haus an der Kaiserstraße (Eisenwarengeschäft)
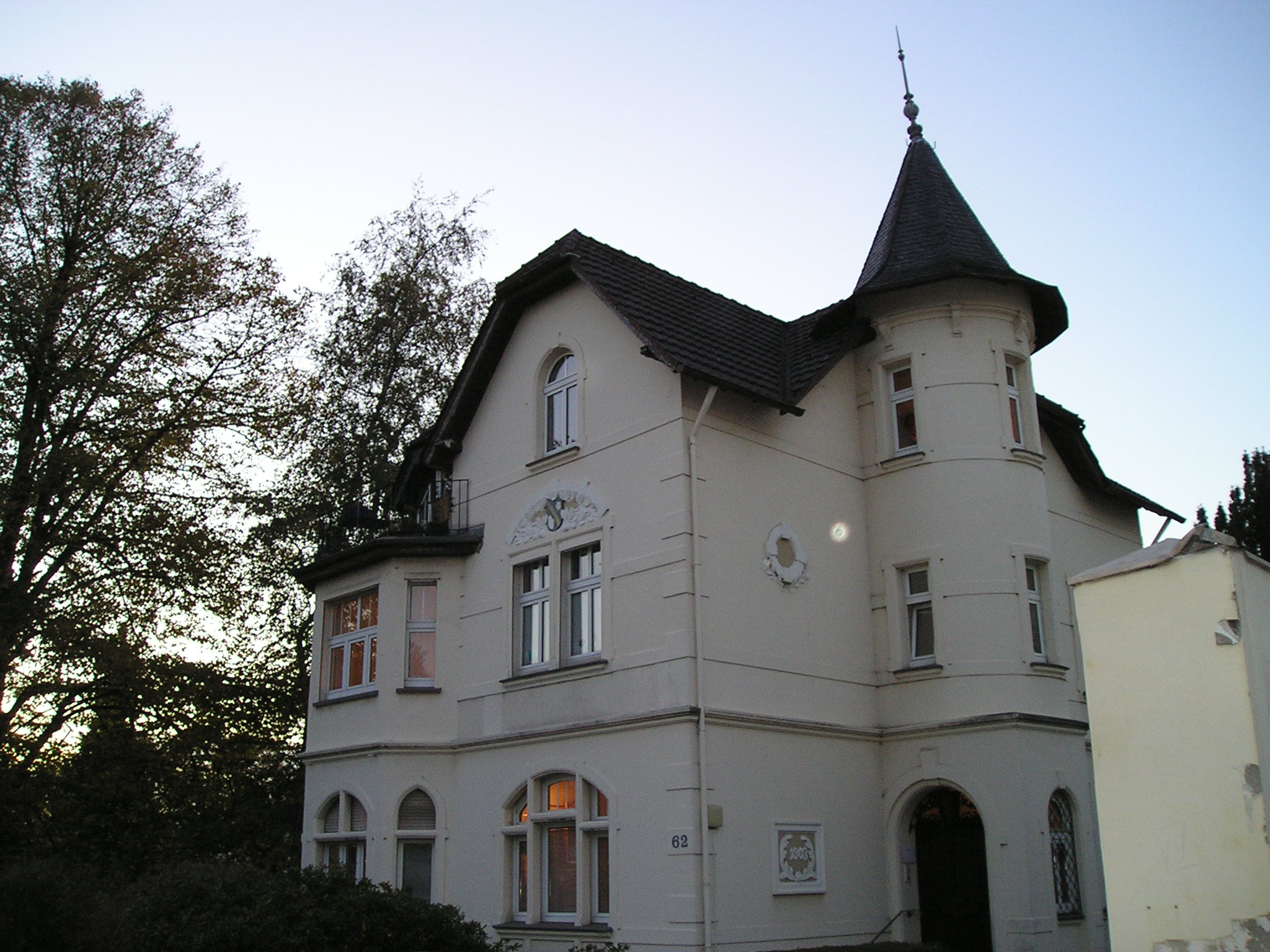
Villa an der Düsseldorfer Straße
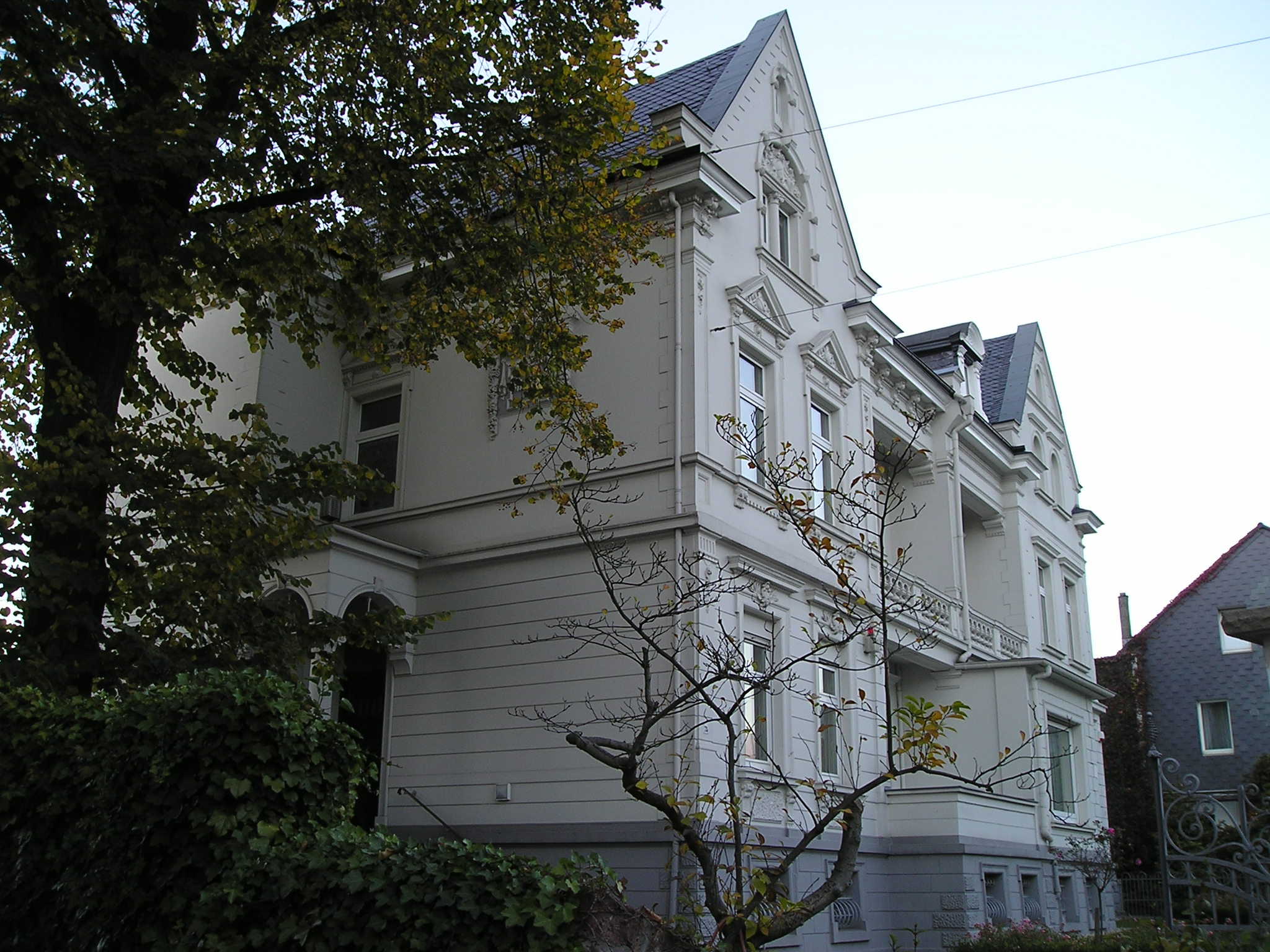
Villa an der Bahnhofstraße